# 瓜分非洲

1913年欧洲殖民列强在非洲大陆的控制范围。

| 比利时 | 意大利 |
| 英国   | 葡萄牙 |
| 法国   | 西班牙 |
| 德国   | 独立   |

瓜分非洲（英語：Scramble for Africa），是指七個西歐強國在短時間內（1881年 - 1914年）幾乎瓜分整個非洲的過程。1870年前非洲只有一成土地被歐洲勢力控制，而到了1914年則快速增加到近九成，只有賴比瑞亞與衣索比亞保持獨立，歷史學家稱這段時期為新帝國主義時期。
有關列強瓜分（Partition）非洲的事件，又稱非洲大獵。有關對非洲的殖民史可回溯到1880年代之前，包括迦太基和早期歐洲人的殖民。（參見非洲史、对非洲的殖民和殖民主義）
從1880年代到第一次世界大戰期間是新帝國主義時代，由於歐洲各國對於非洲領土所有權的爭執，有關對非洲的殖民（或稱在非洲的競賽）的爭論白熱化。
19世紀末，可以看到這樣的轉變，從「非正式」的帝國主義控制發展到以武力和經濟優勢的直接控制。各國都曾試圖調停彼此在非洲的競爭，如柏林會議（1884年-1885年），英国、法国、德国等列強雖然與會，但未能真正達成共識，從而對殖民競爭的行為加以約束。其後不間斷的紛爭迫使各國相互結盟對抗（英法協約、三國協約、三國同盟），並最終導致了第一次世界大戰的爆發。

## 背景

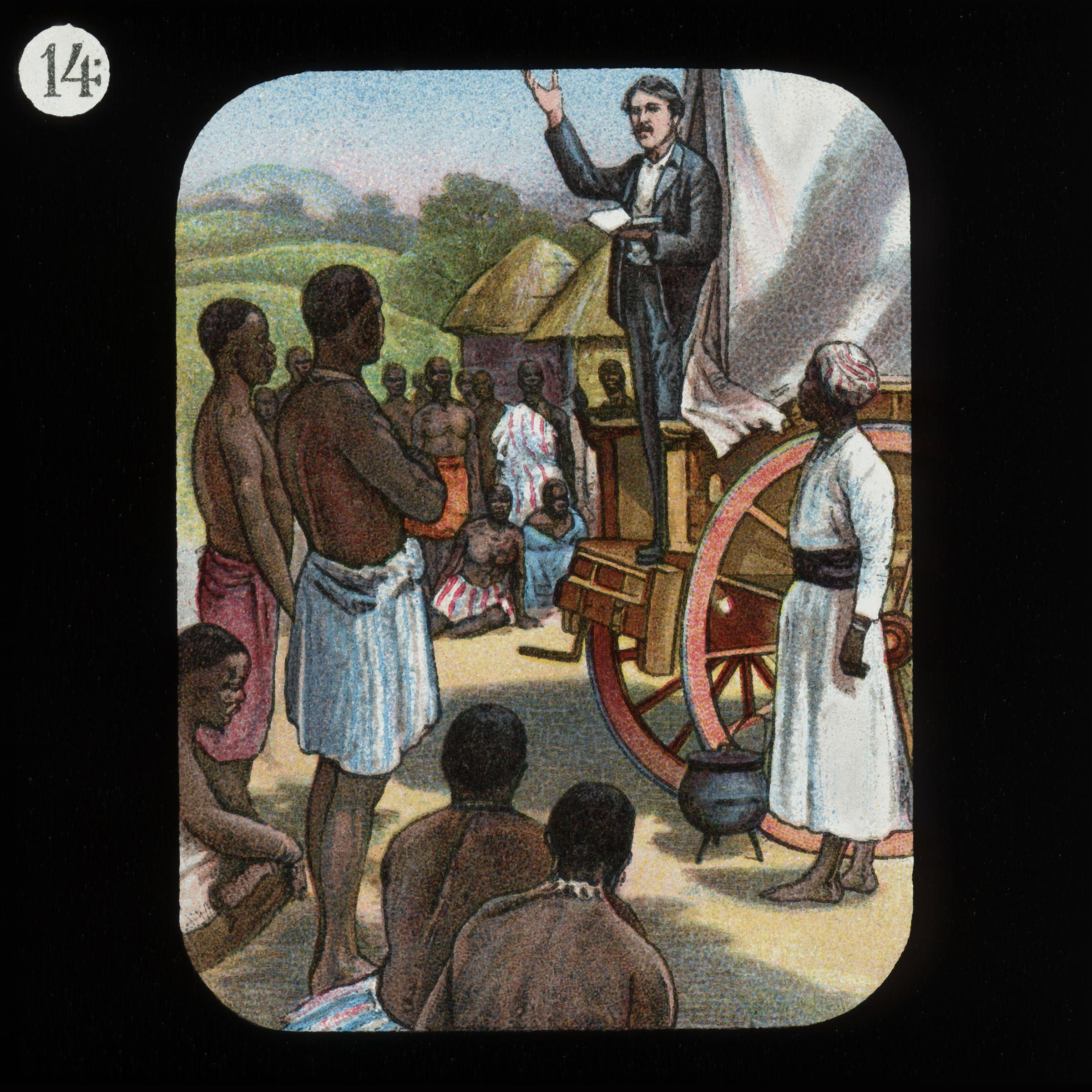
非洲內陸的早期探險家戴维·利文斯通發表反對奴隸貿易的演講。

葡萄牙人從十五世紀的航海時代開始，就建立了第一個定居點、貿易站、永久性防禦工事和沿非洲大陸沿岸的港口。但歐洲人對廣大的非洲因為不了解而沒有重視。
歐洲對非洲內陸的探索在十八世紀末開始全面展開。到1835年，歐洲人瓜分了西北部大部分區域。在十九世紀的數十年間，著名的歐洲探險家包括戴维·利文斯通和亨利·莫頓·史丹利，他們探索了南部非洲和中非的廣大地區。理查德·弗朗西斯·伯顿，約翰·漢寧·斯皮克和詹姆斯·格蘭特在19世紀50年代和19世紀60年代艱鉅的考察了尼羅河的源頭和中游湖泊。到19世紀末，歐洲人完成了尼羅河的地圖，和尼日河、剛果河和讚比西河的探索，並發現了非洲的巨大資源和潛力。

## 柏林會議
1880年代，歐洲國家對非洲有了更大的興趣。亨利·莫頓·史丹利於1877年發現了剛果河盆地，終於找到非洲最後的「未知的地域」。比利時國王利奧波德二世於1876年成立了國際非洲協會。得知史丹利的成功後，利奧波德二世邀請他參與協會的工作。該協會的宗旨是探索非洲與為非洲人民帶來「文明」。而法國的海軍到達剛果盆地西岸，並於1881年建立了法屬殖民地。
其他歐陸國家也想在非洲建立殖民地。因而召開會議以避免衝突。
在葡萄牙的倡導下，德意志第二帝國首相奧托·馮·俾斯麥於1884年邀請了奧匈帝國、比利時王國、丹麥王國、俄羅斯帝國、法蘭西第三共和國、荷蘭王國、葡萄牙王國、瑞典-挪威聯合王國、西班牙王國、義大利王國、大英帝國、美利堅合眾國與鄂圖曼帝國十五國代表參加柏林會議，以達成共識。
會議過後，歐洲列強加速瓜分非洲的行動。在幾年之內，名義上撒哈拉沙漠以南的非洲領土全被瓜分。1895年時，只有賴比瑞亞、奧蘭治自由邦與川斯瓦共和國仍為獨立國家，其中衣索比亞帝國是非洲唯一的獨立原居民國家。1902年前，非洲已九成以上的領土都被歐陸國家控制。

## 各國的競爭
非洲的廣闊大地其中埃及的黃金，鑽石豐富的南非，充滿可可的西非和盛產象牙的肯亞具有極高戰略價值。英國在政治壓力下，以確保其殖民地的霸權，因此，英國開鑿了關鍵的苏伊士運河，將中東地區的海上通道連接至英屬印度。
在1880年代早期，法國人皮埃尔·萨沃尼昂·德·布拉柴探索剛果王國。同時比利時的利奧波德二世派遣亨利莫頓斯坦利探索剛果，並建立比利時的剛果自由邦（見下文） 。1881年5月法國佔領突尼斯 ，但卻與義大利發生爭執，導致義大利在1882年加入德國和奧匈的聯盟，形成了三國同盟。同年，英國佔領埃及（先前名義上屬奧斯曼帝國）、蘇丹的部分地區和索馬里。1884年，德國宣布佔領多哥、喀麥隆和奈米比亞；和法國佔領幾內亞且於1895年成立法屬西非（AOF），1910年更成立法屬赤道非洲，再加上先前所佔領以阿爾及爾為中心的北非地區，馬達加斯加以及摩洛哥，法國瓜分的土地為各國之首。

### 殖民剛果
大衛·利文斯通的探索引起了列強關注到剛果的富庶，在1876年比利時國王利奧波德二世組織國際協會非洲（剛果協會）。1869年至1874年，斯坦利在暗中被利奧波德二世發送到剛果地區，在那裡他和剛果河流域的幾個非洲酋長簽署條約形成剛果自由邦的雛形。

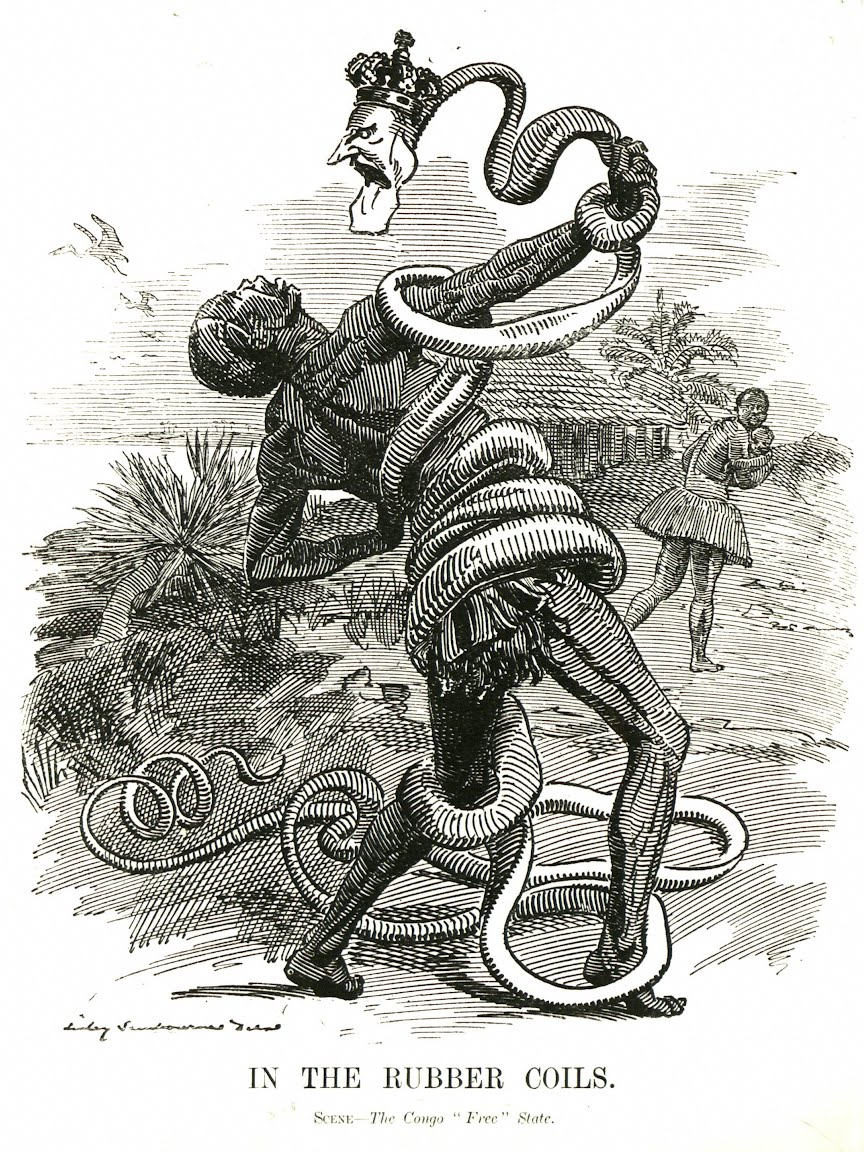
被比喻為毒蛇的比利時國王利奧波德二世強迫剛果人採橡膠的諷刺漫畫。

利奧波德二世的探索剛果的同時，法國海軍軍官皮埃爾·德·布拉柴旅行到剛果盆地西部，於1881年揚起法國國旗於布拉柴維爾，佔據今天的剛果共和國的領土。葡萄牙與英國也展開探索。
比利時人到達剛果西部時，姆西里王國的國王Msiri。Msiri是該地區最強大的軍事統治者，擁有大量銅，象牙，奴隸和黃金。比利時探險家羅德在1890年希望與Msir展開合作與貿易但被拒絕。最終比利時遠征姆西里王國，Msiri被槍殺，並割下他的頭，把它掛在寫著“野蠻的教訓”的柱子上。遠征完成後確立了比利時在剛果的勢力。
剛果自由邦的勞動者往往因為工作量達不到要求而被比利時政府切斷雙手。剛果自由邦面積達2300000平方公里，約為比利時的75倍。比利時恐怖統治包括大規模屠殺和強迫勞動，因而造成了剛果人口減少，主要有四個原因：戰爭，飢餓，出生率減少和疾病。 據估計，昏睡病和天花在造成近一半的剛果河流域人口死亡。

類似的情況也發生在鄰近的法屬剛果。殖民者殘暴的手段，帶來疾病的導致土著人口銳減。在1920年，大量剛果人被強行運至法國建設法國本土的鐵路約20,000剛果人死於大量勞動和虐待。

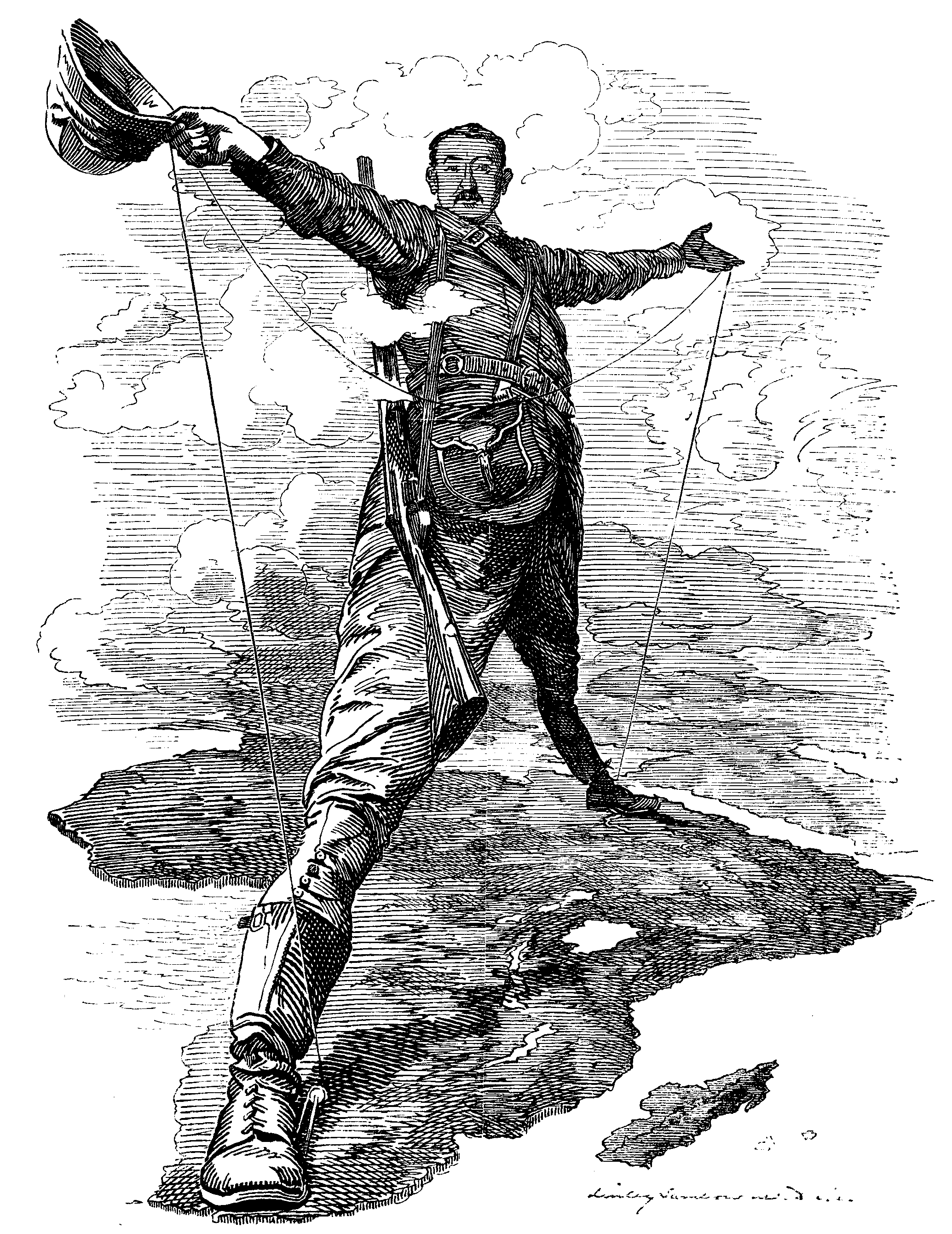
1892年的塞西爾·羅德斯的漫畫，宣布從開普敦到開羅的電報線。 及英國對非洲瓜分的計畫成功

### 瓜分的計畫
瓜分非洲中兩個主要涉及這次瓜分的殖民力量為英國和法國。
法國的殖民化推進方向主要是從大西洋沿岸向內地推進。（從今日的塞內加爾向東推進，跨越撒哈拉沙漠，殖民地包括現代的塞內加爾、馬里、尼日和查德）。最終目標在於建立橫跨尼羅河和尼日河之間的殖民地，通過控制穿過撒哈拉沙漠的一切駱駝商路，從而控制貿易。
而英國則想要把在南部非洲的殖民地（現代的南非、波札那、辛巴威和尚比亞），和東非的殖民地（現代肯亞）連成一體。特別是在英國控制埃及之後。

### 法紹達事件

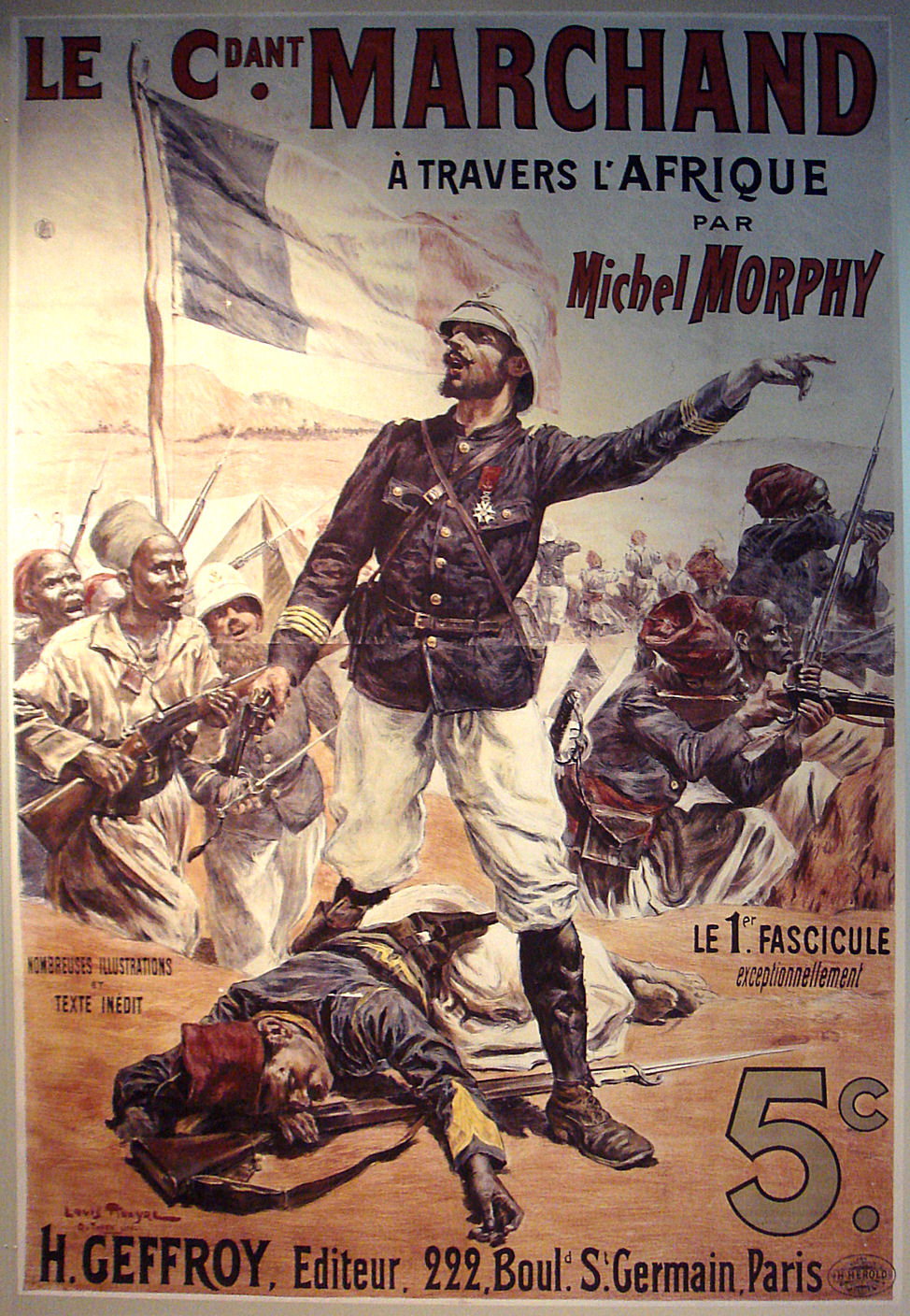
同时代人描述法國马尔尚少将穿越非洲的插图

當英國人從開普敦到開羅畫一條線，與法國的計畫在法紹達相撞了。毫無疑問，法蘭西的東西線和英國的南北線是不能共存的；只有能夠占據兩線的相交處的國家才能實施它的計劃。
法紹達也與埃及問題有關係；關於英國占領埃及的合法性的爭論已經在英法之間持續了很久。自1882年以來，許多法國人希望修建一個大壩阻斷尼羅河河水以強迫英國離開。這個計劃很不切乎實際，但這個計劃成功的嚇到了許多英國官員，使他們想盡辦法以保護尼羅河。
1898年法國軍隊從布拉柴維爾出發保護法紹達。而英國軍隊從吉布地來遠征至此。
9月18日，一支英國炮艇艦隊到達了孤立的法紹達要塞，英法交涉。在交涉中雙方都表現得很禮貌，但是都堅持對法紹達的權利。
這次會議的消息傳到了巴黎和倫敦，這使得雙方的顏面都受到了傷害。
在海軍方面，英國海軍占優勢。法國陸軍的規模，比英國的大得多，但沒有法國海軍的支持它無能為力。這事實對外交部長泰奧菲勒·德爾卡塞十分重要，他意識到得到英國的友誼對未來可能的德法衝突非常重要。在10月3日，法國軍隊撤離

### 美國殖民賴比瑞亞與賴比瑞亞獨立
當列強瓜分非洲時，美國設想在非洲建立殖民帝國並看向賴比瑞亞。
1461年，葡萄牙人來到賴比瑞亞海岸，壟斷當地貿易。葡萄牙人與當地人建立些聯繫，由於當地出產的馬拉克塔胡椒被商人譽為「天堂之谷」，故該地區得名「胡椒海岸」、「穀物海岸」。16世紀起，荷蘭、法國、英國相繼到此開展奴隸貿易。1602年，荷蘭人建立一個據點，但不久後被摧毀。1663年，英格蘭人建立貿易據點。
1816年羅伯特·芬利創立美國殖民協會，鼓吹美國民眾移民到賴瑞比亞，而這樣的行進引起當地土著的反抗。
1821年12月，美國總統門羅派私人代表艾爾斯率一批美國的自由黑人和一支海軍分遣隊到達梅蘇拉多角，以300美元強行向當地酋長「購買」一塊濱海土地。1822年1月，首個美國黑人移居區在該地的普羅維登斯島建立。
1824年，美國殖民協會接管該地，命名其為「賴比瑞亞」，意為「自由之地」，並以門羅之名命名普羅維登斯島移民區為蒙羅維亞。在之後數年中，美國各州殖民分會在當地紛紛建立移民區。
1838年，除馬里蘭移民區之外的八個移民區組成「賴比瑞亞聯邦」，以蒙羅維亞為首都，由美國殖民協會委任總督管轄。
1847年7月26日，賴比瑞亞宣布獨立，成立賴比瑞亞共和國，原總督約瑟·詹金斯·羅拔斯出任總統。1854年，馬里蘭移民區宣布獨立，1857年併入賴比瑞亞共和國。1862年，美國林肯政府正式承認賴比瑞亞獨立。

### 東非之角的競爭
非洲之角優良的戰略位置使其被受侵略，主要爭奪此地的國家為:英國，法國，義大利和沙俄。1898年，沙俄的殖民部隊入侵盧多爾夫地區，企圖佔領此地之礦產資源，並向衣索比亞滲透，以牽制英國在東非的勢力。義大利在奪取索馬里後，強行對衣索比亞實施保護，因此雙發爆發第一次義大利衣索比亞戰爭，戰爭以義大利失敗告終。法國於1862年購買了奧博克。1883年至1887年間，當地的埃法阿法爾和伊薩蘇丹國和法國簽訂了一系列的條約，接受法國的保護。1894年萊昂斯·拉加德建立一個法國行政管理的城市——吉布地市，並且把這一區域命名為法屬索馬利蘭。1884年，英國也建立以柏培拉為中心的英屬索馬里蘭。

## 法國殖民地

### 法屬阿爾及利亞
1827年以前，法國就將勢力滲入阿爾及利亞。

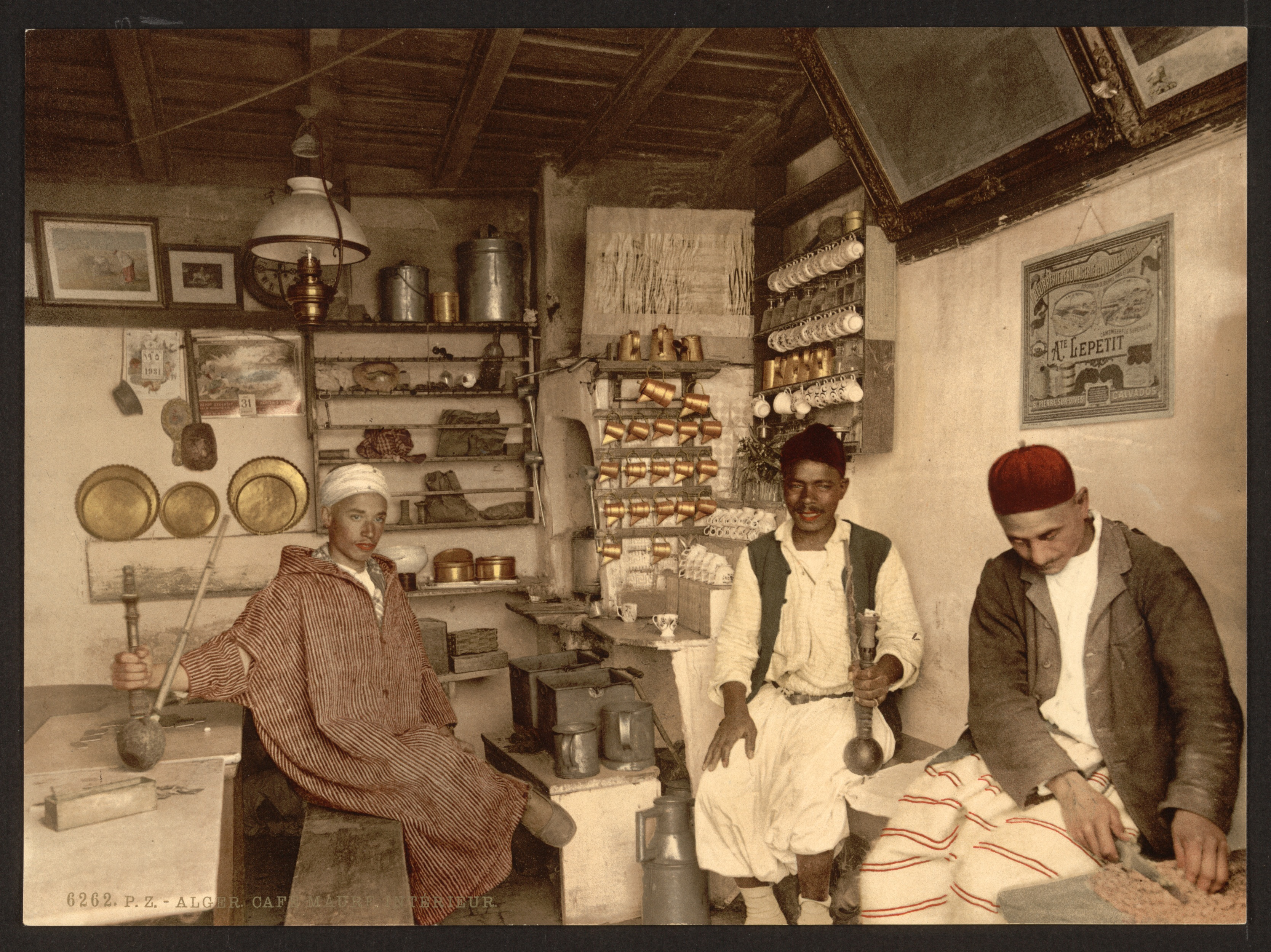
1898年法屬阿爾及利亞一間摩爾人的咖啡館

1827年法國入侵阿爾及利亞並迅速搶占阿爾及爾於1830年，並迅速控制了其他沿海地區。1848年至1962年，法國把法屬阿爾及利亞的地中海沿岸地區當做法國本土一樣來統治，更成為法國在瓜分非洲最重要的跳板，另外在1881年春天，法國部隊宣稱突尼西亞部隊越過了法國在北非的最主要的殖民地阿爾及利亞，從而占領了突尼西亞。同樣對突尼西亞感興趣的義大利進行了抗議。同年5月12日，突尼西亞正式成為法國保護地。在法屬阿爾及利亞時期，幾十萬的歐洲移民移居此地，他們被稱為黑腳。然而，當地人口中絕大部分還是穆斯林原住民。二戰期間，阿爾及利亞成為戴高樂自由法國重要的據點。 1954年爆發了阿爾及利亞戰爭。1962年3月簽署的埃維昂協議和同年7月的獨立公投標誌著阿爾及利亞的獨立。
阿爾及利亞的經濟中大部分為製造，採礦，農業和貿易。高度發達的出口貿易，旨在提供食物和材料予法國。殖民政權使穆斯林的稅收比歐洲人更多。其造成了阿而及利亞人的反抗。
殖民政權因為很少有穆斯林教師，穆斯林學校主要是由法國教師擔任。即使是國營伊斯蘭學院往往有法語教師。實行雙語，雙文化的學校，打算在課堂上把穆斯林和歐洲的孩子攪混在一起，但雙方仍互相敵視，此計畫未達到同化阿爾及利亞人的目標。據估計1870年，阿爾及利亞的孩子不到5％正規的學校教育。

### 法屬突尼西亞
突尼西亞原為鄂圖曼帝國的一個省。1705年，突尼西亞貝伊海珊·本·阿里·圖爾基推翻了鄂圖曼帝國派駐突尼西亞的最高官員德伊，建立起海珊王朝，其統治下的突尼西亞被後世稱為「突尼西亞貝伊國」。然而突尼西亞貝伊名義上仍然向鄂圖曼帝國蘇丹稱臣。
1830年，法國占領阿爾及利亞後，極力向突尼西亞滲透，以擴大在北非的勢力。1881年4月，法國軍隊從阿爾及利亞入侵突尼西亞貝伊國。5月，法軍攻占突尼斯。法國強迫突尼西亞貝伊穆罕默德三世·阿勒·薩迪克簽訂了《巴爾杜條約》，突尼西亞從此淪為法國保護國。
兩次世界大戰，突尼西亞成為法國重要內的人力物力來源地。但是戰爭極大削弱了法蘭西殖民帝國。
第二次世界大戰中法國被納粹德國占領，突尼西亞又成為非洲戰場的重要戰場。1943年的突尼西亞戰役盟軍將納粹德國的軍隊趕出了突尼西亞。戰後法國殖民當局雖然進行了一系列改革，也對突尼西亞人民的反抗活動予以鎮壓，但無濟於事。突尼西亞人民在新憲政黨（其前身是自由憲政黨）的領導下沉重地打擊了法國殖民當局，法國被迫於1955年6月3日與突尼西亞貝伊政府簽訂《法突協定》，承認突尼西亞的內政自治權。1956年3月20日，法、突兩國再次簽訂《法突聯合議定書》，法國正式承認突尼西亞獨立。

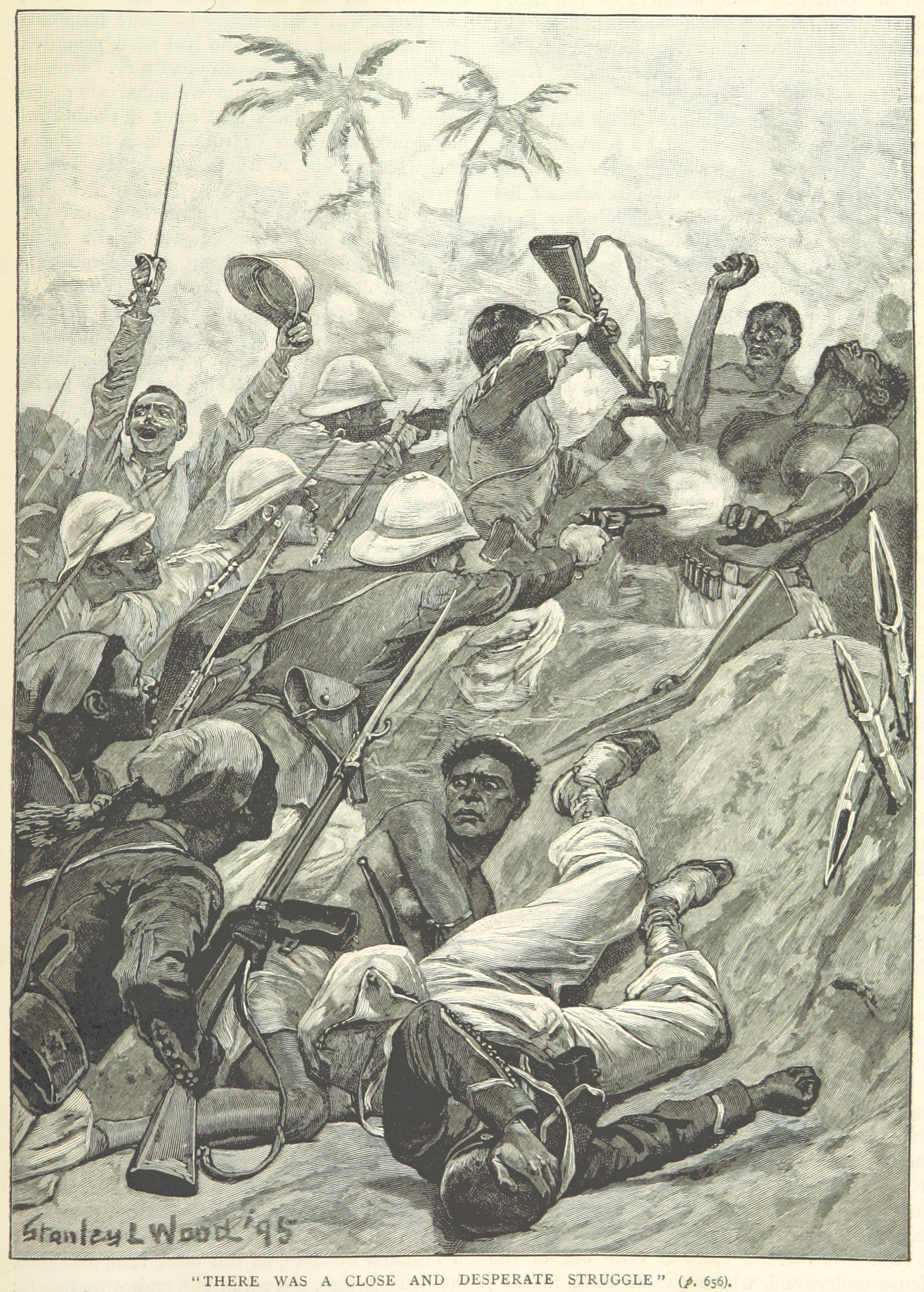
法國-達荷美戰爭中的科托帕希戰役

### 法國-達荷美戰爭
在19世紀結束時，歐洲列強忙於征服和殖民非洲。貝寧主要的殖民國是法國第三共和國，而當地有一個土著國達荷美王國。1851年，法國對達荷美開始貿易與傳教。1861年，達荷美的波多諾港被英國攻擊。波多諾地區要求，並接受法國的保護，但達荷美中央拒絕，成為了導火線。
1874年，達荷美國王托法拒絕建立附屬法國的保護國，達荷美開始襲擊法國鄰近殖民地的城鎮，最終引發了與法國戰爭。法國的幾次軍事勝利後，達荷美停止對科托努和波多諾的攻勢。1890年10月3日，達荷美簽署承認自身成為法國的保護國。1892年法國又發動進攻正式吞併達荷美王國。

### 庫賽里戰役
1900年，法國部段深入查德，引發與當地土著拉本帝國衝突。在一系列戰鬥後法國勝利。隨著拉本的軍隊戰敗，法國人佔領查得。法國用其征服布基納法索和尼日以及阿爾及利亞的力量表明，跨撒哈拉征服是可能的。在法國殖民史，庫塞里戰役通常被看作法國完成對法屬西非和法屬赤道非洲的征服。

### 瓦達伊戰爭
1909至1912年在現在乍得東部地區法國征服瓦達伊王國。信仰伊斯蘭教的瓦達伊因法國切斷了貿易路線而開戰，法國迅速占領旗首都，但瓦達伊其他地方人持續抵抗，隨著談判失敗，法國於1911年正式吞併瓦達伊。也征服非洲的最後一個被殖民的殖民地一部分。

### 法屬摩洛哥
法國迫摩洛哥阿拉維王朝1912年3月30日在費茲簽訂的《費茲條約》把摩洛哥變為法國的被保護國。同樣，在費茲條約中，那一年的11月27日西班牙得到了北部和南部地區保護者的地位(西屬摩洛哥)。
1953年法國驅逐了廣受尊敬的蘇丹穆罕默德五世 (Sultan Mohammed V ) ，扶植不受歡迎的穆罕默德·本·阿拉法 (Mohammed Ben Aarafa) 取代他，但他的統治被認為是非法的，於是激起了對法國保護地位的抗爭。1955年法國允許穆罕默德五世回國。在第二年，最終導致了摩洛哥獨立的和談開始了。
1956年3月2日，法國同意廢除費茲條約，摩洛哥王國重獲政治獨立。

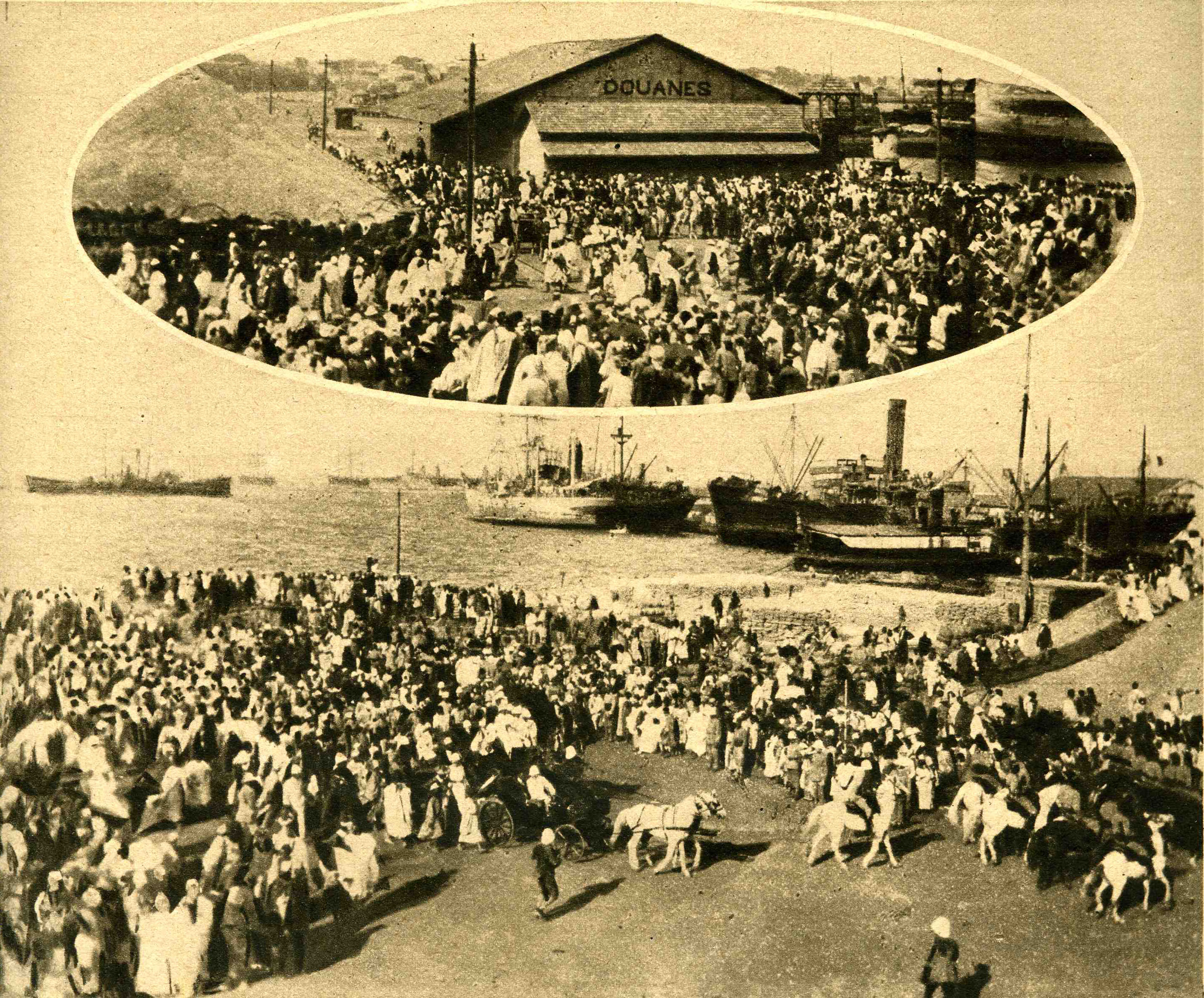
1918年塞內加羅政府在達喀爾招募黑人加入法軍

### 法國殖民塞內加羅
在15世紀中期，歐洲國家相繼抵達西非海岸，其中有葡萄牙，荷蘭，英格蘭和法國。1444年，葡萄牙人迪尼斯·迪亞斯抵達塞內加爾河口，他稱此為維德角。同時他也到達了格雷島。葡萄牙人並沒有持久的占據。他們在1481年建造了一個教堂。1627年，荷蘭西印度公司購買了格雷島，並建立了兩個要塞。 荷蘭殖民者占領了此島將近半個世紀。但是他們也被多次驅逐。其中1629年是葡萄牙人，1645年和1659年為法國，以及1663年的英格蘭部隊。他們從事蠟、琥珀、黃金和象牙貿易。同時荷蘭人也參與奴隸貿易，但是遠離了海岸的貿易站。
1659年法國在聖路易斯港建立殖民點。在塞內加爾，大不列顛和法國反覆爭奪兩個地方，格雷島和聖路易港。1763年，根據結束七年戰爭的巴黎條約，大不列顛將格雷島歸還法國。1864年成為法國殖民地。1909年併入法屬西非，最終占領該地區。

### 法國殖民科特迪瓦
15世紀後，由於歐洲的商業往來，使得歐洲的影響由非洲西海岸向北滲透。 象牙海岸，像其餘西非一樣，也受這些影響。但由於其海岸線沒有避風港，阻礙了歐洲人建立永久的貿易站。
1840年代，法國對此地顯示出了興趣，誘使海岸地區的酋長給予法國商人貿易上的壟斷權利。自此之後，法國在當地建立了海軍基地，將他國勢力摒除於外，並且有系統地對內陸地區展開征服行動。經過了漫長的戰爭，擊退了從甘比亞的曼丁哥族，才完成了對象牙海岸的征服行動。1893年3月10日象牙海岸正式成為法國的殖民地。
1893年3月10日，象牙海岸正式成為法國的殖民地。在法國的統治之下，刺激出口成了主要的目標，很快地，咖啡、可可、棕櫚等作物便種植在海岸地帶。當此時中、西非其它地區的法國人及英國人通常是當地行政人員之際，象牙海岸成了唯一有較多數量的「新移民」的地區。結果是，三分之一的可可、咖啡、香蕉園被法國公民所控制，而令人憎惡的強制勞動制度變成了經濟的基礎。

### 法屬馬達加斯加
1885年，英國人被迫接受法國人對馬達加斯加的殖民統治。作為回報，英國人最終控制了桑給巴爾。1895年至1896年，法國人用武力建立了對馬達加斯加的完全控制並廢除了梅里納君主制。
第二次世界大戰期間，馬達加斯加人組成的軍隊在法國、摩洛哥和敘利亞參加了戰鬥。在法國陷入德軍占領後，維希政府接管馬達加斯加。1942年，英國軍隊占領了這座具有戰略意義的島嶼。1943年，自由法國再一次從英國手中接管了馬達加斯加。

### 法屬西非
法國在瓜分非洲當中取得了大量的領土，這些地區一開始成為塞內加爾殖民地的一部分或者是各別的獨立實體。1890年代後期，法國開始直接統治這些新得領土，並將加彭以西的領土轉由在塞內加爾的單一總督所管轄，而這片領土在1904年正式被命名為「法屬西非」(AOF)。

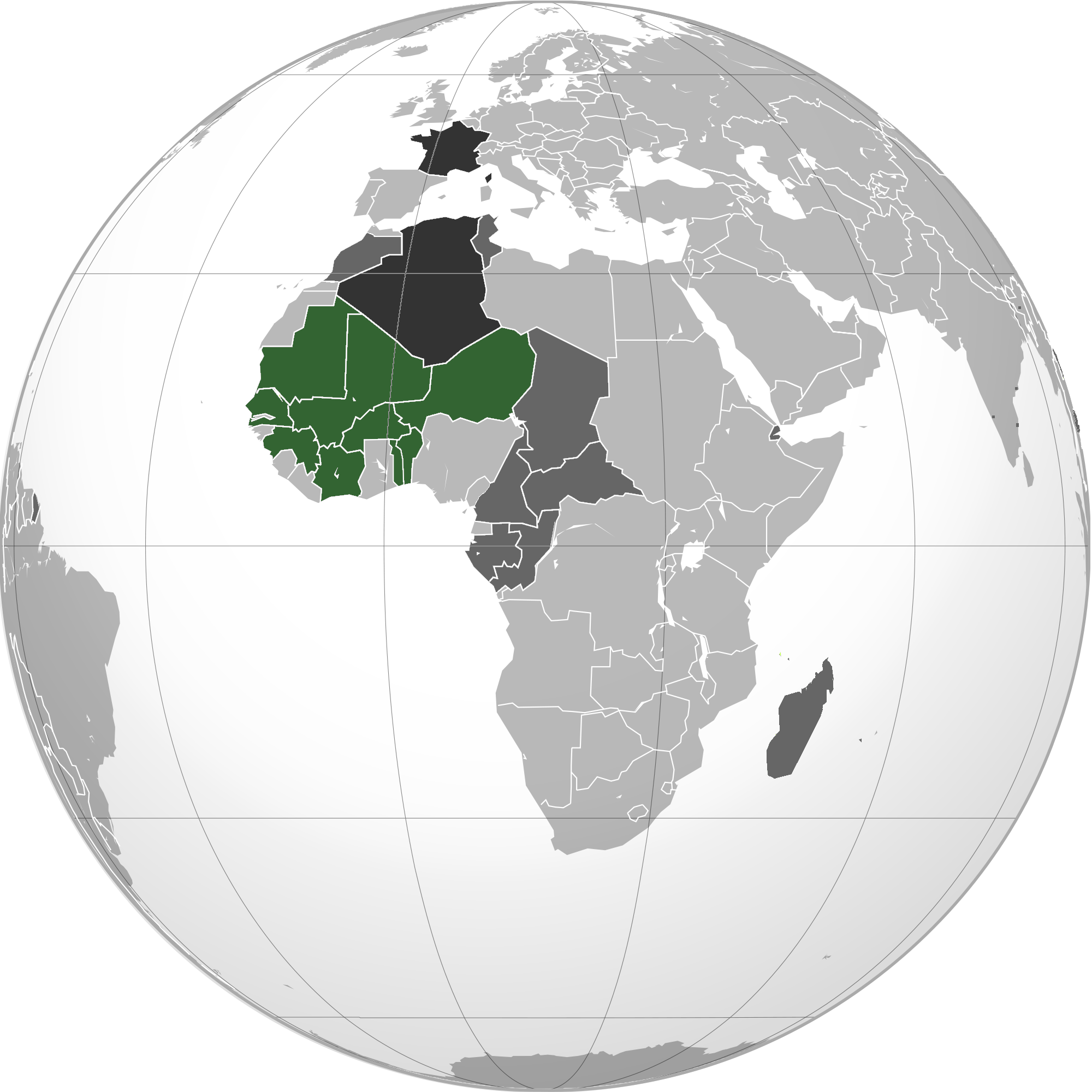
綠色為法屬西非。淺灰色為法屬赤道非洲，右上為突尼西亞，左上為摩洛哥。深灰為法國本土(含阿爾及利亞)

法國第四共和國政府在二戰後逐漸開放其殖民地的政治權利。1946年賦予非洲人有限的公民權。1956年法蘭西殖民帝國被轉換為「法蘭西聯盟」，1958年的第五共和憲法則再次將之轉換為「法蘭西共同體」（French Community）。

### 法屬赤道非洲
法屬赤道非洲是1910年到1959年期間法國在非洲中部的殖民地聯邦政權。疆域範圍從剛果河向北延伸到撒哈拉沙漠。主要包括四部分，大致相當於現在的加彭、剛果共和國、中非共和國和查德。總督設在布拉柴維爾。
在1911年，由於第二次摩洛哥危機，法國割讓轄下的法屬剛果中南部（今剛果共和國北部）及鄰近地區轉讓給德國，一戰後又被法國奪回。
在第二次世界大戰期間，自由法國的部隊在法屬赤道非洲重整旗鼓，並成為該運動在非洲的活動中心。
1958年9月經過全民公決，在法蘭西共同體下自治，聯邦被解散。1959年新共和國組成了一個名叫中非共和國聯盟的中間過渡政權，到1960年8月完全獨立。

### 兩次摩洛哥危機
德國皇帝威廉二世於1905年3月31日訪問摩洛哥，威廉表示支持摩洛哥獨立，挑戰法國的影響力。1904年，英國與西班牙承認法國在摩國的利益，令德國有感利益受損。於是，威廉二世想邀請歐洲各國舉行會議。在得到英國的支持下，法國採取強硬立場。危機在6月達到高峰。7月時，德國已受到孤立，所以法國同意以和平方法解決問題。1906年在西班牙舉行會議，當中，只有奧匈帝國支持德國；法國得到英國、俄羅斯、義大利、西班牙與美國支持。最後，德國在5月31日接受一項協定。
1911年德國仍不死心地發動第二次危機。7月9日，法德兩國開始談判，最後達成協議。德國承認法國在摩洛哥的地位，並把喀麥隆讓與法國 ；法國則把法屬剛果中南部轉讓給德國(第一次世界大戰後，由於德國戰敗，這些地區又劃歸法國)。1912年3月30日兩國簽訂《非斯條約》，法國正式把它轉為殖民地。
英國在危機時支持法國，三國協約。其後，英國更與法國協定，讓英國海軍防衛英吉利海峽，法國則保衛地中海。是次事件乃第一次世界大戰爆發前的危機之一。

## 英國殖民地

### 英國殖民埃及

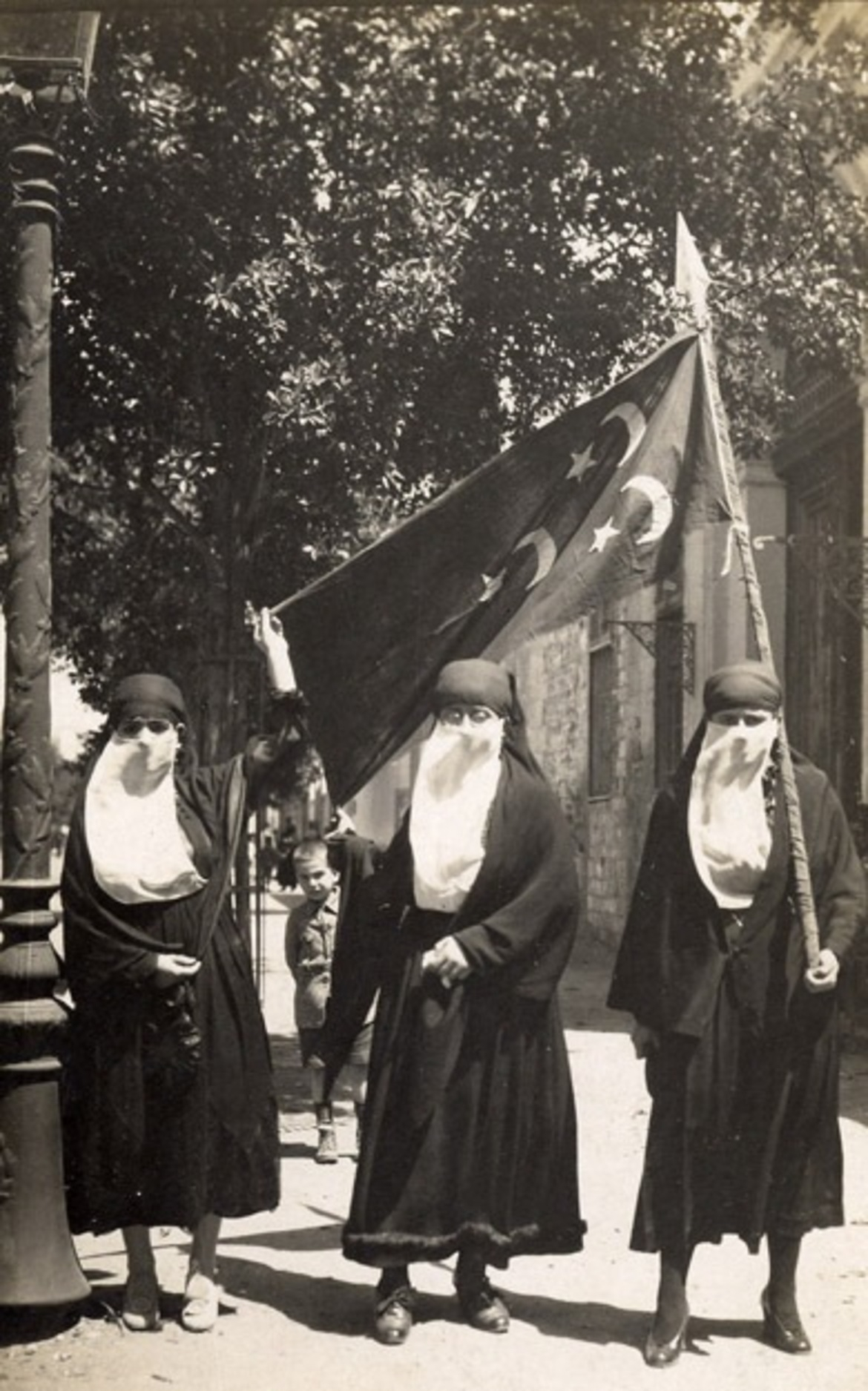
1919年女民族主義者在埃及蘇丹國的開羅遊行

1880年代，埃及出現反西風潮，為戰爭原因之一。英國為了確保蘇伊士運河，首先行動。1882年7月15日，英軍登陸，攻占亞歷山大港。9月13日，英軍徹底擊敗了埃軍，在次日開入開羅。埃及從此成為了英國的殖民地。
1914年，英國向鄂圖曼帝國宣戰。因為埃及在名義上是鄂圖曼帝國的一個省份，所以，英國宣布建立埃及保護國。戰後，埃及代表團，到巴黎參加和會，爭取埃及獨立。代表團很快就被逮捕，並流放到馬爾他。不滿英國政府的埃及民眾因此在各地發起了暴亂。
1921年12月，埃及戒嚴，局勢失控。次年2月28日，英國政府，單方面宣布埃及獨立，取消保護國，建立獨立的埃及王國。不過，英國對埃及的內政外交仍然有一定的影響力，而且保留了蘇伊士運河、蘇丹的控制權。
1936年，埃及國王，要求英國駐軍在1949年之前撤出埃及（除了蘇伊士運河）。
第二次世界大戰期間，埃及成為了盟軍部隊在整個地區的基地。1947年，英軍撤往蘇伊士運河，但是，民族主義者的反英情緒仍未消散。

### 蘇伊士運河
18世紀末拿破崙·波拿巴占領埃及時計劃建立運河連接地中海與紅海。隨後拿破崙放棄計劃，並離開埃及。
法國重建殖民地國後重點向東方發展。打通蘇伊士運河對法國意義更為重大。
1858年12月15日，蘇伊士運河公司建立。運河的工作花費了將近11年，最終的花費高達1860萬鎊，多於最初預算的兩倍。運河於1869年11月17日通航，這一天被定為運河的通航紀念日。
在1882年英國進入運河。在1936年英埃條約中，英國堅持保留了對運河的控制權。
1951年埃及推翻了1936年英埃條約，新政府要求英國撤軍，但英国直到1956年苏伊士运河危机后才彻底丧失对苏伊士运河的控制权。

### 英屬蘇丹
1821年，名義上臣服於鄂圖曼帝國的埃及阿里王朝，使用先進的歐洲武器再次占領努比亞以及其南部的白尼羅河。
1874年，埃及占領加札爾河及達爾富爾地區。
1873年，埃及總督赫迪夫邀請戈登出任蘇丹赤道省的總督。1876年，戈登任整個蘇丹的總督。他在蘇丹的六年間，致力於打擊奴隸貿易。1880年，戈登遞交辭呈，離開蘇丹。在他的繼任拉烏夫治下，蘇丹的奴隸貿易又恢復了過去的規模。1881年馬赫迪蘇丹起義(見下文)，趕走了英國殖民者。1896年，英國殖民軍再次向蘇丹發動進攻。1898年，英國重占蘇丹。

### 馬赫迪起義
1881年8月，蘇丹宗教領袖穆罕默德·艾哈邁德宣布自己是馬赫迪（救世主），號召人民進行「聖戰」，驅逐外國侵略者，建立「普遍平等，處處公正的美好社會」。1883年11月，反抗軍集中4萬多優勢兵力，一舉殲滅英軍1萬多人。英國重新起用戈登，戈登再次回到蘇丹。1884年2月18日，戈登抵達喀土穆。一個月後，馬赫迪軍隊完成對喀土穆的包圍。1885年1月26日，反抗軍攻陷首都喀土穆，殺死戈登。1885年6月，馬赫迪病逝。阿卜杜拉（約1846—1899）繼位，稱哈里發（伊斯蘭教國家元首），他建立了統一的伊斯蘭封建國家──馬赫迪王國，首都恩圖曼。

馬赫迪王國滅亡後，1898年9月，富爾蘇丹國的蘇丹阿里·第納爾（Ali Dinar）自立並宣布收回達爾富爾的統治權並以鄂圖曼帝國為宗主國，英國在阿里·第納爾每年向埃及進貢為前提下承認富爾蘇丹國，1914年，富爾蘇丹國響應鄂圖曼帝國的號召向同盟國宣戰，英國隨即派兵消滅富爾蘇丹國，1916年，英國將達爾富爾併入蘇丹。

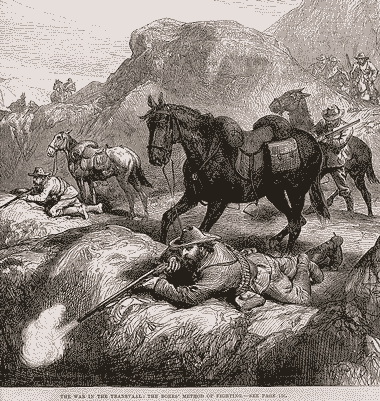
1881年布爾戰爭

### 英國殖民南非
埃及被英軍於1882年侵占; 蘇丹，奈及利亞，肯尼亞和烏干達在19世紀90年代和20世紀初被征服; 而在南方，開普殖民地（1795年獲得）的鄰近國家即荷蘭移民的布爾兩國了南非白人定居者(布爾人)。1877年，英國吞併川斯瓦共和國（或德蘭士瓦）。1879年，後祖魯戰爭爆發，英國鞏固了其大部分領土的控制南非。布爾人開始反抗英國，並於1880年12月，導致第一次布爾戰爭（1880至1881年）。英國首相威廉·格拉德斯通於1881年23月簽署了和平條約，川斯瓦共和國獲得自治。1899年至1902年的第二次布爾戰爭，大英帝國又進一步吞併奧蘭治自由邦。

### 英國與索科托在奈及利亞的競爭
索科托國家發展的時期，同樣是歐洲人著重實行殖民活動的時代。法國人和英國人都曾向該地區派出過探險團。19世紀40年代，索科托國家開始衰落，地方酋長國分權嚴重。1853年，索科托蘇丹同英國簽訂商務條約，經濟上依附英國。1891年，法國探險家帕爾費-路易·蒙泰伊到訪索科托，記錄了哈里發與凱比酋長作戰並於次年將之擊敗的史實。蒙泰伊認為哈里發國國力衰弱，哈里發阿卜杜勒-拉赫曼·丹·阿比·巴卡爾失去民心。英國人占領南奈及利亞後，意圖吞併索科托國家。英軍將領盧吉率軍利用索科托中央與南部酋長國的矛盾規避沿途抵抗，直抵國都索科托，遭到新任蘇丹穆罕默德·阿塔希魯一世的抵抗。英軍很快取得勝利，迫使蘇丹及上千名隨從以希吉拉之名義逃亡外地。
1903年3月13日，哈里發國的末任大維齊爾於索科托大廣場宣布效忠英國統治；哈里發的頭銜自此廢除，僅保留蘇丹頭銜，穆罕默德·阿塔希魯二世奉派為新任蘇丹。哈里發國的領土併入北奈及利亞保護國。1903年7月，英軍擊敗阿塔希魯一世餘部，並將其擊斃。餘下的伊斯蘭抵抗直至1906年基本上已平息。

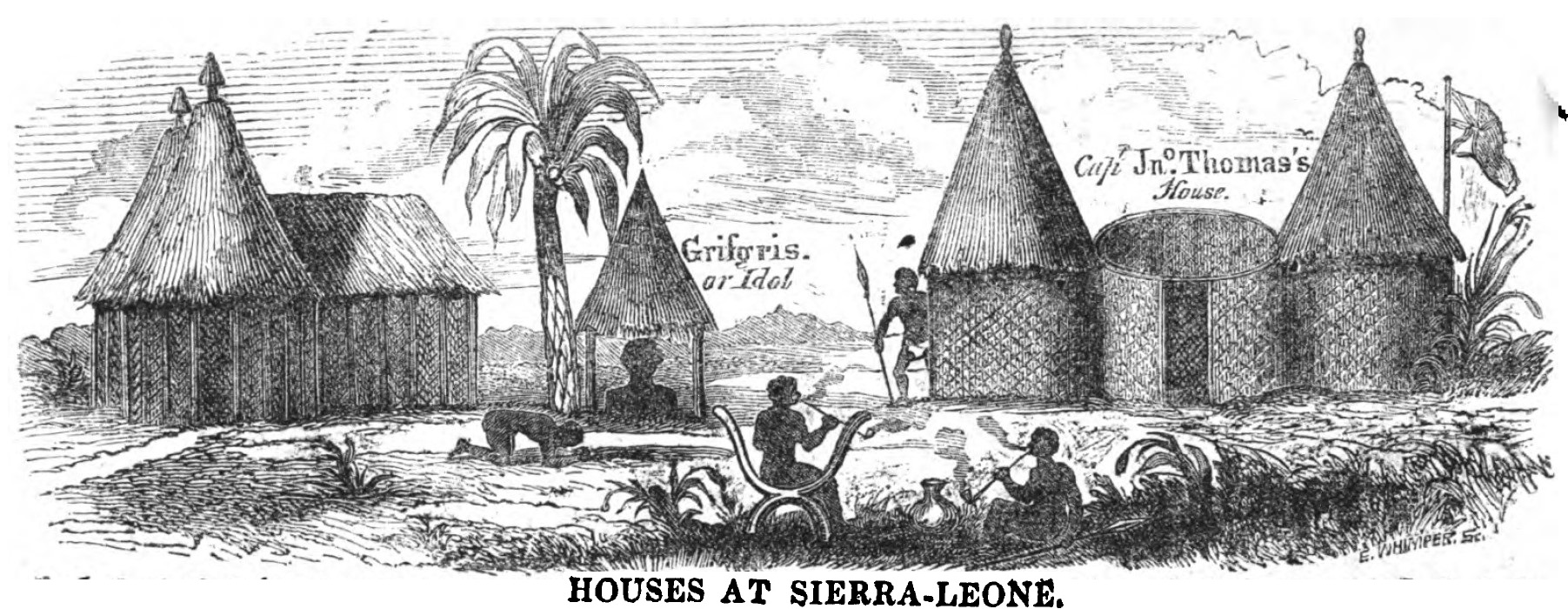
獅子山殖民地聚落畫像

### 英國殖民獅子山
1492年，葡萄牙探險家繪製一些山丘環繞著今弗里敦海灣的地圖。他們把這山命名為獅子山（Serra Lyoa）。葡萄牙人船隻於15世紀定期的訪問這裡。從15世紀後期到19世紀中期，奴隸貿易是一個主要的商業活動。
17世紀，葡萄牙人的殖民帝國開始減弱。在1628年，英格蘭人在距離弗里敦東南50公里建立了一個工廠，從事著一些商業活動。在17世紀，穆斯林的富拉人從尼日河上游和塞內加爾河遷入現今獅子山北部山區。他們對獅子山的人們有著重要的影響，因為他們刺激了貿易並且產生人口流動進入獅子山。
1787年，在廢奴主義者的壓力下，於現在首都自由城建市，以供原來準備販賣往倫敦工作的奴隸生活。

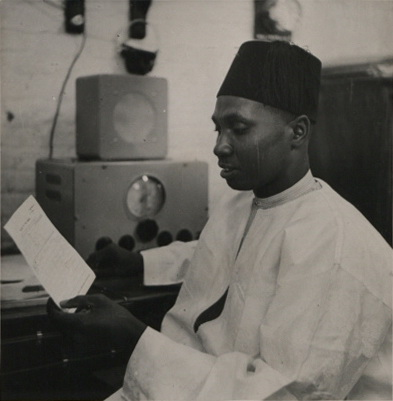
第二次世界大戰期間，甘比亞電報局將當地酋長將效忠大英帝國的電報送至倫敦(1944年)

### 英國占領甘比亞河
從17世紀末開始，延續至整個18世紀，英格蘭和法國持續爭奪塞內加爾和甘比亞的政治和商業主導。1783年英國與法國簽訂巴黎條約，占有甘比亞。
在三個世紀的跨大西洋奴隸貿易中，多達3百萬奴隸被帶離這地區。美國作家Alex Haley追溯其祖先為1760年代甘比亞河Juffure村的曼丁哥族。
1816年英國設駐軍於巴瑟斯特（今班竹）。此後班竹受英國的獅子山總督管轄。1888年，英國分離甘比亞成獨立殖民地，1888年成為英國直轄殖民地。

### 英國殖民辛巴威
1888年，大英帝國殖民者賽西爾·羅茲從恩德貝勒國王手上取得他們領土內的採礦權，隨後在1889年替英屬南非公司（British South Africa Company）取得這裡的領土權，並且在1895年時正式建立殖民國家「羅德西亞」，這一名稱是以羅茲的名字命名的。1896年到1897年，紹納人和恩德貝勒人開始武力反抗英國的殖民統治，爆發辛巴威第一次解放戰爭，約有450名白人被打死。
羅德西亞在1911年時分開成為北羅德西亞（今日的尚比亞）與南羅德西亞，後者在1922年時成為一個英屬自治殖民地，就是今日的辛巴威。1953年時，英國不顧非洲人民的反對，將南北羅德西亞以及尼亞薩蘭（今馬拉威）聯合成為一個聯邦，命名為羅德西亞與尼亞薩蘭聯邦（Federation of Rhodesia and Nyasaland，簡稱羅尼聯邦）。在三地人民的反對下，特別是尼亞薩蘭的反對下，聯邦於十年後的1963年解散。羅尼聯邦解散後不久，1965年11月，南羅德西亞總理伊安·史密斯（Ian Smith）單方面宣布該國脫離英國的管轄獨立，成立南羅德西亞，但這份聲明並不受境內大部分由北羅德西亞與尼亞薩蘭所控制的黑人族群所認可。負責託管這地區的英國聲稱此獨立宣言是種叛亂行為不予承認，但因為同屬白人，英國方也沒有實際使用武力來恢復控制權。辛巴威在英治時期有「非洲糧倉」的美譽。

### 恩德貝萊戰爭
1893年和1894年辛巴威。恩德貝勒王的國王子洛本古拉，曾試圖避免與英國的開拓者的戰爭，因為子洛本古拉只有80000長矛和20000步兵，缺乏現代軍武。然而，英國南非公司的士兵不超過750人。馬紹納蘭省的英國管理員也試圖避免戰爭。雙方僵持至子洛本古拉突襲維多利亞堡，不可避免地導致了與英國的衝突。在戰爭期間子洛本古拉染上了天花，不久病死，導致恩德貝萊士兵士氣低落，而英國的援軍到來，翻轉了戰局。最終英國吞併王國。

### 英國 - 阿散蒂戰爭

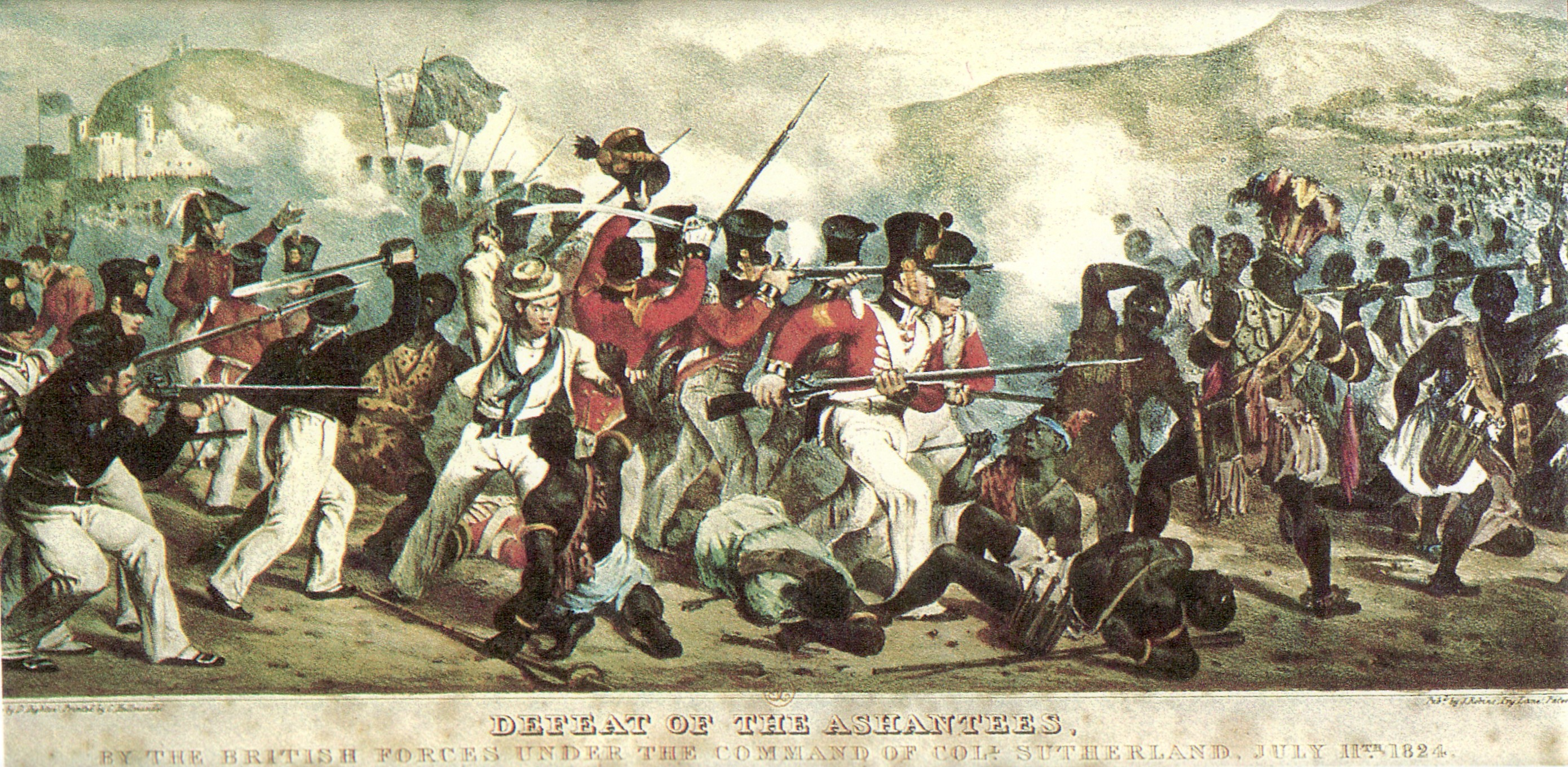
英國軍隊在科爾的指揮下擊敗阿散蒂，1824年7月11日

戰爭的原因是阿散蒂人綁架並殺害了皇家非洲軍團，導致10人死亡，39人受傷。阿散蒂試圖談判，但英國總督麥卡錫爵士拒絕進行談判。
麥卡錫率領的一支英國入侵部隊於1824年1月，爆發斯納考戰役。英國幾乎全軍覆沒，只有大約20人設法逃脫，麥卡錫與少尉也被打死。
黃金海岸的新州長約翰·霍普·史密斯開始凝聚一支新軍隊， 8月7日阿散蒂軍隊出現並襲擊，但被英軍擊潰。至1900年英國吞併阿散蒂。

### 英桑戰爭
英桑戰爭是於1896年8月27日發生於英國和桑吉巴蘇丹國之間的戰爭。戰事總共持續了38至45分鐘，為史上有記載的最短戰爭。
1896年8月25日，親英的桑吉巴蘇丹哈馬德·本·杜威尼去世。接替王位的是哈立德·本·巴伽什，而非英方傾向的哈茂德·本·穆罕默德。根據1886年英桑協定，蘇丹即位需獲得英國領事准許，但哈立德並未獲得許可。英國以此為戰爭藉口向哈立德發出最後通牒，要求其放下武器並離開王宮。哈立德召集王宮衛兵並封鎖了王宮。
東非時間8月27日9時00分，最後通牒期限已過。英方于海港區域集結。近2,800名桑吉巴人保衛王宮，多數為徵召平民，但亦包括蘇丹王宮衛兵及數百名僕從和奴隸。守軍亦擁有數門火炮和機槍，置於王宮前方，指向英國艦船。9時02分炮擊開始，王宮起火，守軍火炮作廢。英軍在海上交鋒中擊沉艦船。親英桑吉巴軍向王宮推進，受到機槍射擊，但未受任何損失。王宮旗幟後遭擊落，衝突於9時40分結束。
蘇丹一方傷亡近500人，而英方僅有一名海軍士兵負傷。哈立德逃至德國領事館尋求庇護，然後逃亡德屬東非。英國迅速立哈茂德為蘇丹，建立親英傀儡政權。桑吉巴蘇丹國就此喪失主權，英國對其影響逐漸加深。

## 德國殖民地

### 赫雷羅戰爭

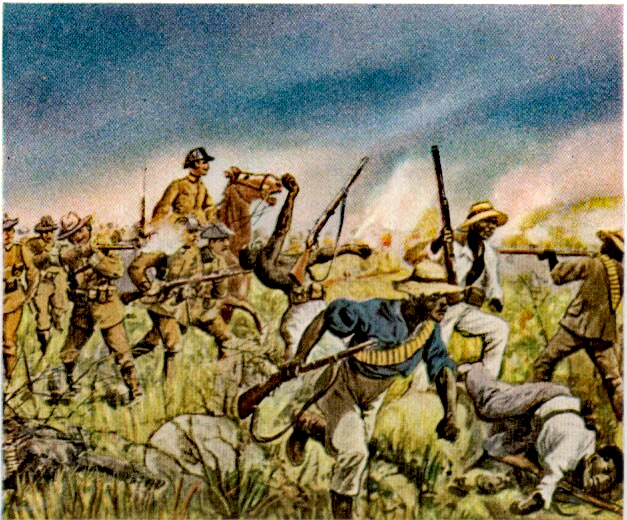
德國部隊在理查德·諾克（RichardKnötel）的繪畫中與赫雷羅在戰鬥中。

1884年八月德國進入西南非洲。在接下來的幾年德國殖民者佔領了大片土地，無視赫雷羅王國，而埋下導火線。
1903年，一些赫雷羅人殺害60位德國移民。赫雷羅首領馬里羅試圖反抗德國人，領導游擊戰，阻止德國人的現代火砲和機槍。1904年8月11 瓦特的戰役中馬里羅相信人數六比一的優勢能德國人擊敗德國。雙方都嚴重損失，但赫雷羅被納入德國統治。
1904年十月，德國總督下令殺死每一個男性赫雷羅和強迫婦女和兒童進入沙漠。1915年，第一次世界大戰期間，英國和南非軍隊佔領西南非洲。
2004年8月16日，德國政府正式的道歉暴行。表示“ 我們德國人接受我們的歷史和道義上的責任，那個時候的德國人有罪” 。

### 馬及馬及起義
是1905年至1908年間發生於坦噶尼喀（現坦尚尼亞）地區的一次非洲土著人部落反抗德國侵略的起義。
1898年，德國在坦噶尼喀開始徵收人頭稅，並徵發大批非洲勞役。1902年，德屬東非總督開始強制推行棉花種植。德國政策導致大批壯勞力被迫離開土地，嚴重影響了當地社會的生存基礎。
在此情況下，一位靈媒坚積基华利.吳华利自稱被蛇神Hongo附體，能製造出一種把德國人的子彈化為清水的魔藥。這種魔藥在斯瓦希里語中被稱為Maji，因此其追隨者便自稱「Maji-maji」。
馬及馬及起義軍於1905年起义，雖然他們的人數眾多，但是落後的武器裝備和一觸即潰的Maji使得戰事幾乎變成一邊倒的屠殺。德國在當地的駐軍一開始僅有458個歐洲人和588個當地人，因此只好採取守勢，但是當約1000名增援部隊抵達後，德國人展開反攻。到1906年，反抗被鎮壓下去。據估計，整個戰事共造成數百名德國殖民者傷亡，而非洲人的傷亡則約達到20萬至30萬人。

### 德屬多哥蘭
1884年，德意志帝國建立了多哥蘭（現今多哥和加納的沃爾塔地區）。這個殖民地建立在當時的奴隸海岸，德國的控制逐漸擴展到內陸。因為它成為了德國唯一的自給自足的殖民地，而且由於其龐大的鐵路和公路基礎設施，多哥蘭被稱為德國的典範所有物。在1914年第一次世界大戰爆發時，殖民地被捲入了這場衝突。在多哥蘭戰役中，它被英法聯軍侵略並迅速占領，並被置於軍事統治之下。1916年，這片領土被劃分為獨立的英法行政區域。1922年形成英屬多哥蘭和法屬多哥蘭。

### 德屬東非

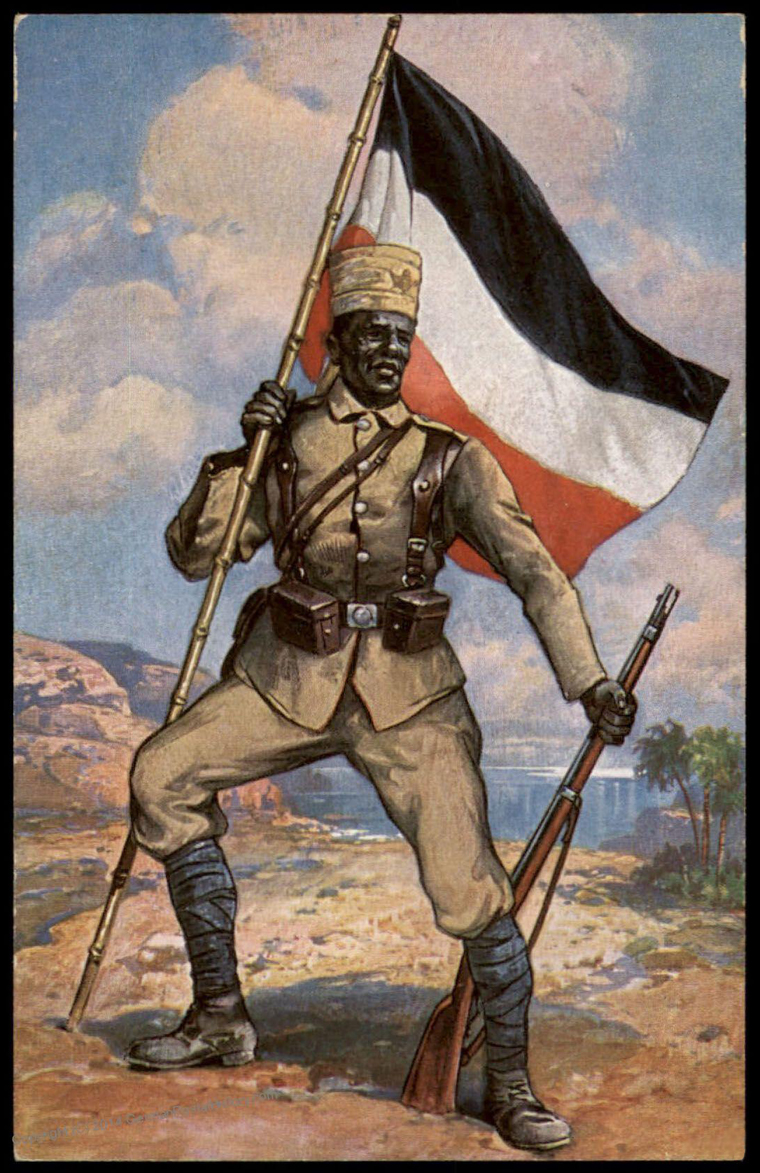
德屬東非的土著士兵畫像(1915年)

德屬東非是德國在東非地區的殖民地，其領土約為現今的盧安達、蒲隆地、坦尚尼亞，總面積幾乎是今日德國面積的三倍。
德國於1885年在此地設立殖民地政府，第一次世界大戰期間，英國、比利時、葡萄牙均有派遣軍隊進攻此地，但直到1918年德國投降時，協約國陣營都始終無法佔領全境。德國投降後，國際聯盟於1919年依據凡爾賽條約分別將盧安達及蒲隆地交付比利時、洛伏馬河以南地區交付葡萄牙、坦噶尼喀交付英國託管，結束了德國34年的統治。

### 德屬西南非
1883年，德國商人盧德里茨宣布納米比亞地區其餘海岸為德國領地。1885年柏林會議後，英國放棄了對納米比亞的領土要求。1890年德國占領納米比亞全境，並將其命名為德屬西南非。由於德國人奪去了土著居民的土地和牲畜，1904年，西南非爆發反對德國統治的赫雷羅起義。為了報復，馮·特羅塔將軍頒布了滅絕令，要把所有赫雷羅人斬盡殺絕。赫雷羅起義被鎮壓後，大量土地被德國徵用，隨後賣給德國農場主。1912年，在呂德里茨和波蒙那發現了鑽石，大量德國移民來到西南非。第一次世界大戰爆發後，南非在平息阿非利卡人發動的親德暴亂後進攻西南非，南非迅速擊敗了德軍，占領了西南非全境，結束了德國的殖民統治。

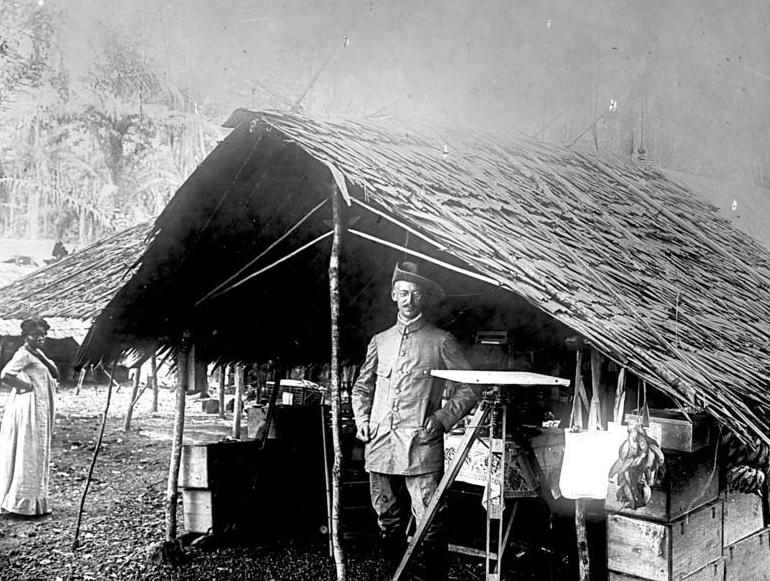
德國在喀麥隆的技術人員

### 德屬喀麥隆
早在1472年，來自歐洲的葡萄牙海員已經開始在喀麥隆的海岸登陸。喀麥隆這個名字源自於盛產蝦的武里河，以前這條河曾經被命名為蝦河（Rio de Camarões）。從1520年起，這裡開始與葡萄牙進行象牙、棕櫚油、原料糖貿易交易。這期間，販賣黑人的奴隸交易在這裡從未興起。
從1868年起由於漢堡沃爾曼商會在武里河口開始建立分號，有越來越多的德國人來到喀麥隆。1884年7月14日，德國總領事古斯塔夫・納赫蒂加爾博士作為德皇特使同魯道夫・杜阿拉國王以及喀麥隆其他地方的藩王一起簽署保護條約，宣布喀麥隆成為德國的「保護地」，實質上就是德國海外殖民地。
1911年，德國通過與法國簽訂的《摩洛哥-剛果條約》，成功的將自己在中部非洲殖民地的版圖擴大，形成新喀麥隆。可是，德國所獲得這一切還是因不久之後的《凡爾賽條約》全部丟失了。
第一次世界大戰，那些被嚴格控制數量和少量被允保留的德國殖民地保護軍只可以在喀麥隆停留兩年。1916年，最後一個位於莫拉的德國要塞向英國殖民地軍隊投降。
在1919年簽訂的《凡爾賽條約》中，儘管喀麥隆在國聯中正式獲得一個議席，但這個席位還是被交給英國、法國託管。不久，喀麥隆領土的5分之4被法國所託管，餘下的地區歸為英國。

## 葡萄牙殖民地

### 莫桑比克
1498年，當形成達伽馬首先到達莫桑比克海岸。洛倫索馬奎斯隨後至此探索。1951年殖民地合併為莫桑比克作為葡萄牙的一部分。

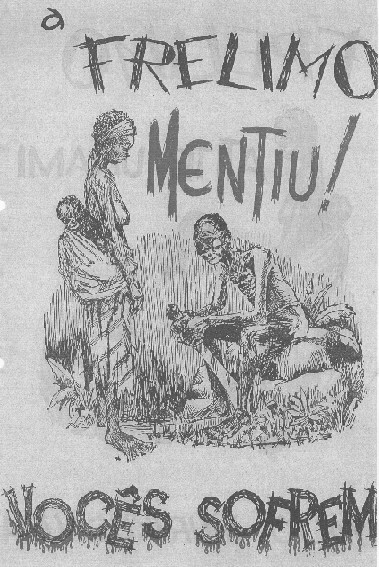
葡萄牙殖民地獨立戰爭時。一幅由飛機空投下來的葡萄牙宣傳畫，上面的文字意為「莫三比克解放陣線是騙子！你們是過不了好日子的！

殖民地提供葡萄牙資源，並作為轉運站。

### 安哥拉
在迪奧戈·康和其他探險家到達前，安哥拉根本不存在，其由許多獨立的民族，一些組織為王國或大小不等的部落聯合會。葡萄牙人感興趣的資源，主要是在奴隸。因此，他們保持了與剛果王國的和平和互利的關係。但在17世紀，經濟利益互相衝突導致了與剛果王國的戰爭。
在安哥拉的葡萄牙殖民統治時期，城市，城鎮和貿易的崗位相繼成立，鐵路和港口建成使安哥拉逐步進步。

### 葡屬幾內亞
葡萄牙人在1446年宣稱現幾內亞比索之地為葡屬幾內亞，但在1600年前，葡萄牙人建立了少量貿易站。葡萄牙人販運奴隸至維德角。當時，雖然葡萄牙人聲稱對整個幾內亞比索擁有主權，但他們實際控制範圍很有限。
19世紀，奴隸貿易的衰微令葡萄牙人向內陸找尋新利益。葡萄牙人對內陸的佂服十分緩慢，且遭遇激烈反抗。另外，葡萄牙割了很多土地給法屬西非，包括繁榮的Casamance河流域。葡萄牙亦曾為Bolama而和英國爭論，經美國總統尤里西斯·格蘭特於1870年的介入，最後Bolama歸入葡屬幾內亞。1879年，葡屬幾內亞從葡屬維德角分開，在此之前，葡屬幾內亞歸葡屬維德角管理。

### 葡萄牙殖民地的獨立
1961年至1974年。歐洲國家紛紛自願或被迫放棄其殖民地。當時葡萄牙的政權拒絕放棄其殖民地，因此葡萄牙仍然維持著龐大的殖民帝國。葡萄牙嘗試抵抗殖民地發起的非殖民地化浪潮，並因此爆發了殖民戰爭。康乃馨革命發生後，葡萄牙第二共和國解體，戰爭亦隨即結束。
康乃馨革命發生後，葡萄牙新政府宣布去殖民化，葡萄牙曾據有的殖民地，如非洲的安哥拉和莫桑比克等地，葡萄牙殖民政府與駐軍也連帶撤出，造成非洲前葡屬殖民地一獨立就陷入權力真空，各派系與被捲入的周遭鄰國爆發了內戰；尤其是安哥拉內戰，交戰雙方分別獲得古巴和南非的支持，一度加劇了內戰情勢。

## 義大利殖民地
義土戰爭爆發於1911年9月，至翌年10月結束。統一後的義大利王國漸漸湧現殖民主義意識，於是也開始建立殖民地。

1940年代的意大利殖民帝国

### 意屬東非
1889年，義大利在厄利垂亞建立殖民地。

義大利對东非的征服

儘管義大利在1895至1896年間的第一次義大利－衣索匹亞戰爭中被阿比西尼亞打敗，但當墨索里尼執政後，義大利便在1935至1936年間發動第二次義大利－衣索匹亞戰爭，成功擊敗阿比西尼亞。但是，義大利入侵衣索匹亞一事已經受到國際間的敵視。因此，義大利對這個新殖民地的統治權大約只有五年。

### 義屬利比亞

義大利對利比亞的征服

1911年9月28日，義大利政府以其在的黎波里和昔蘭尼加的利益受到侵犯為藉口，向土耳其發出最後通牒，要求土耳其同意其進駐的黎波里，但卻遭拒絕，於是在次日向土宣戰，其後土耳其戰敗，雙方簽訂了洛桑條約。條約使得義大利得到了北非的的黎波里及昔蘭尼加的領土，於是這塊自十六世紀中期鄂圖曼土耳其帝國所控制的北非沿海地區自此落入義大利的手中，並與法國協議，共同分割北非的海岸。義大利對此舉感到十分驕傲，並稱之為「義大利第四個海岸」。事實上，義大利在20年代中花了整整近十年的時間來「平定」這個殖民地。1934年，的黎波里及昔蘭尼加殖民地合併為「利比亞」。墨索里尼採用了這個一千八百多年前羅馬帝國君主戴克里先沿用的名字，就是欲揚威海外，重振羅馬帝國時代的雄風。1943年，義大利部隊被盟軍趕出北非，義大利對利比亞的統治權也隨之而逝。

## 西班牙殖民地
1859年，西班牙與摩洛哥開戰，後者戰敗。雙方在翌年簽署《丹吉爾條約》，摩洛哥割讓西迪伊夫尼予西班牙。而1893年一場短暫戰爭更令西班牙得以擴張其在梅利利亞南部的勢力。

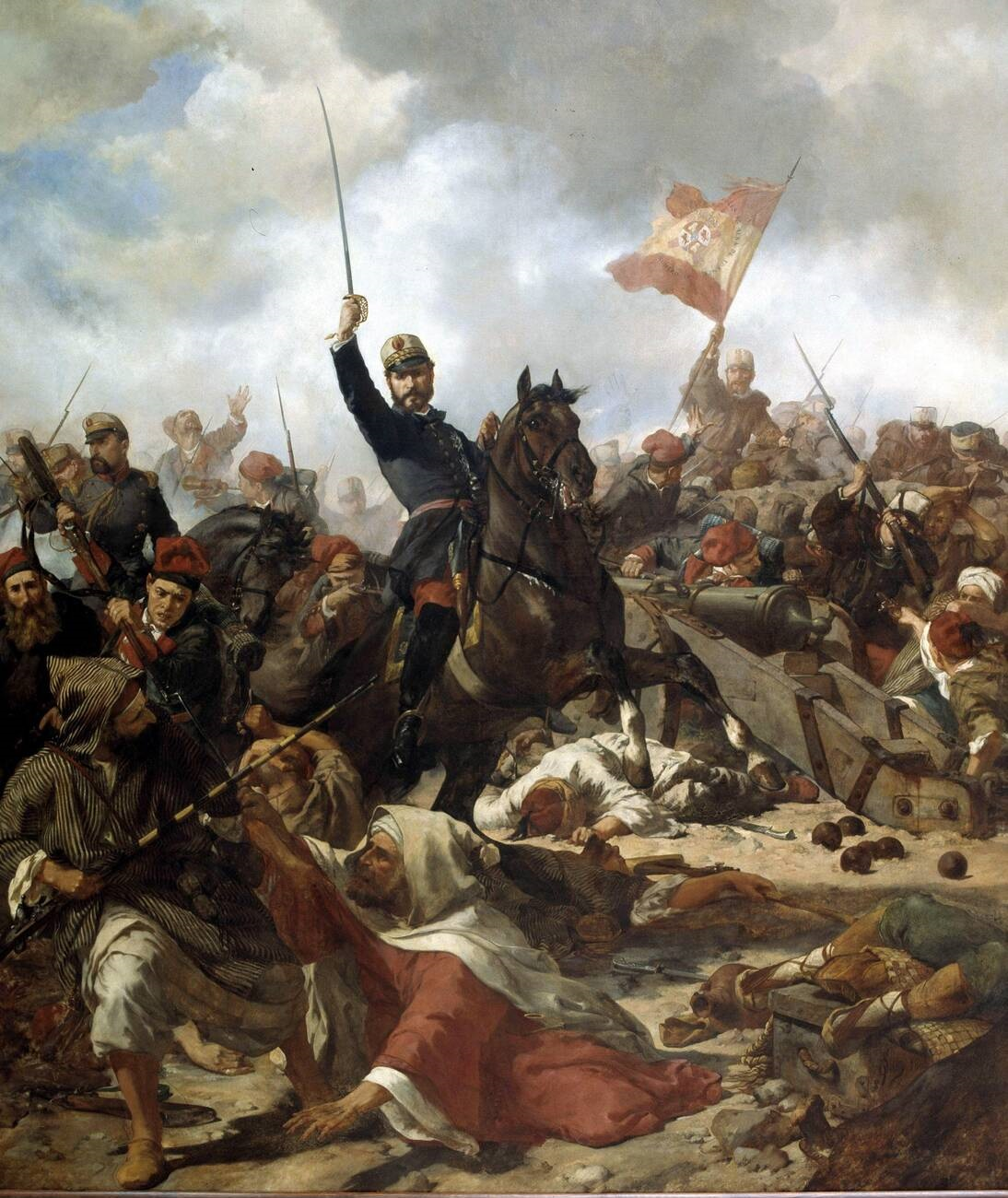
雷烏斯的伯爵在對摩洛哥戰爭中的得土安之戰作戰，此戰以西班牙慘敗告終。

1911年，摩洛哥遭到法國及西班牙的瓜分。1926至59年，比奧科島及木尼河區合併為西屬幾內亞。
在20世紀上半葉，西班牙缺乏財富和興趣來發展其非洲殖民地的經濟基礎。但是，西班牙引進奈及利亞人作為傭工。而且，西班牙更令赤道幾內亞擁有全洲最高識字率，並發展良好的醫療設施網絡。
1956年，法屬摩洛哥獨立，西班牙交出西屬摩洛哥予摩洛哥，但保留西屬撒哈拉。摩洛哥蘇丹在1957年入侵西屬撒哈拉。1958年，西班牙把塔爾法亞割予摩洛哥。
1968年3月，聯合國及赤道幾內亞的民族主義者施加壓力，使西班牙宣布讓赤道幾內亞獨立。赤道幾內亞在該年取得獨立時，是非洲人均收入最高的國家。1969年，西班牙再一次受到國際壓力，將西迪伊夫尼交還予摩洛哥。
可是，摩洛哥仍然宣稱加那利群島、休達、梅利利亞和其他西班牙主權地為其領土（詳見大摩洛哥）。2002年7月11日，摩洛哥的憲兵和軍隊佔領佩雷希爾島，最後被西班牙海軍驅逐，並未造成傷亡。

## 比利時殖民地
1885年，歐洲各國舉行了柏林西非會議。德國政府在會中同意把剛果交給比利時國王利奧波德二世，稱為剛果自由邦。而到了1908年，剛果正式被割讓予比利時，並改稱為比屬剛果。而比屬剛果最富庶的地方——加丹加省也被幾家比利時公司共同開發。此外，比利時也暫時從英屬埃及手中奪得一些土地。 而前德國殖民地德屬東非的盧安達-烏隆地地區則在1916年被比屬剛果所佔領。 比屬剛果趁剛果危機發生，在1960年7月30日取得獨立。而盧安達-烏隆地則在1962年成為盧安達共和國和蒲隆地共和國兩個獨立國家。但比利時政府卻仍然在這三個獨立國家取得一定的政治和經濟上的影響力，與剛果民主共和國、盧安達和蒲隆地仍保持了特殊的關係。
比利時在這兩個國家獨立後，其「殖民帝國」也隨之而瓦解。

## 衣索比亞

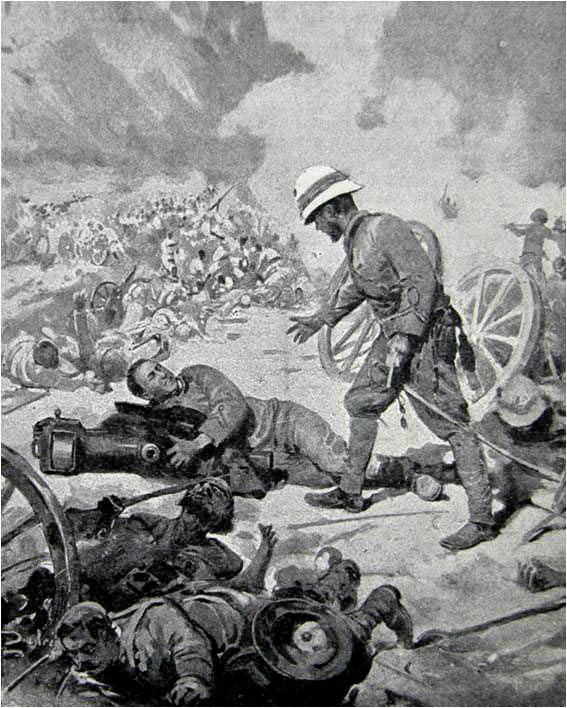
第一次義大利入侵衣索比亞戰爭中，慘敗的義大利軍。

衣索比亞與賴比瑞亞是非洲僅有兩個從未被歐洲殖民的國家。
19世紀中葉，歐洲國家開始了對衣索比亞的滲透。1867年，英國入侵衣索比亞，衣索比亞戰敗，衣索比亞割讓了英屬索馬利蘭。
1869年蘇伊士運河通航後，歐洲國家在衣索比亞的活動變得頻繁起來。法國圖謀使法屬西非與法屬索馬利蘭連成一片，積極謀求占領衣索比亞。義大利於1882年占領了厄利垂亞的阿薩布後，也謀求吞併衣索比亞。英國為遏止法國，支持義大利。
1888年，義大利入侵衣索比亞，佔領了厄利垂亞全境。從此該地區從未再歸屬過衣索比亞。
1889年，義大利與衣索比亞簽定了《烏西阿利條約》。1890年，義大利進而據此宣布衣索比亞為義大利保護國。1895年9月，第一次義衣戰爭爆發。1896年3月1日——2日，兩國軍隊在阿杜瓦決戰，這就是阿杜瓦戰役。結果義大利慘敗。戰爭於5月結束。10月，兩國在阿迪斯阿貝巴簽定和約，義大利無條件承認衣索比亞獨立，廢除《烏西阿利條約》，保證不將厄利垂亞轉讓他國，並賠款1000萬里拉。這成為19世紀非洲抗擊歐洲殖民勢力中惟一的一次徹底勝利。
此外，衣索比亞為非洲最晚受殖民主義侵擾之國家，在非洲對抗殖民大國的戰爭和反抗有支持的作用。

## 瓜分的結果
| 國家   | 面積(平方公里) | 非洲面積百分比 | 與本土面積比 |
| ------ | -------------- | -------------- | ------------ |
| 法國   | 10,795,520     | 35.6%          | 大19.6倍     |
| 英國   | 8,868,020      | 29%            | 大36.3倍     |
| 德國   | 2,347,034      | 7.7%           | 大6.6倍      |
| 比利時 | 2,345,800      | 7.7%           | 大76.9倍     |
| 義大利 | 2,339,540      | 7.7%           | 大7.8倍      |
| 葡萄牙 | 2,089,089      | 7%             | 大22.7倍     |
| 西班牙 | 308,335        | 1%             | 約60%        |

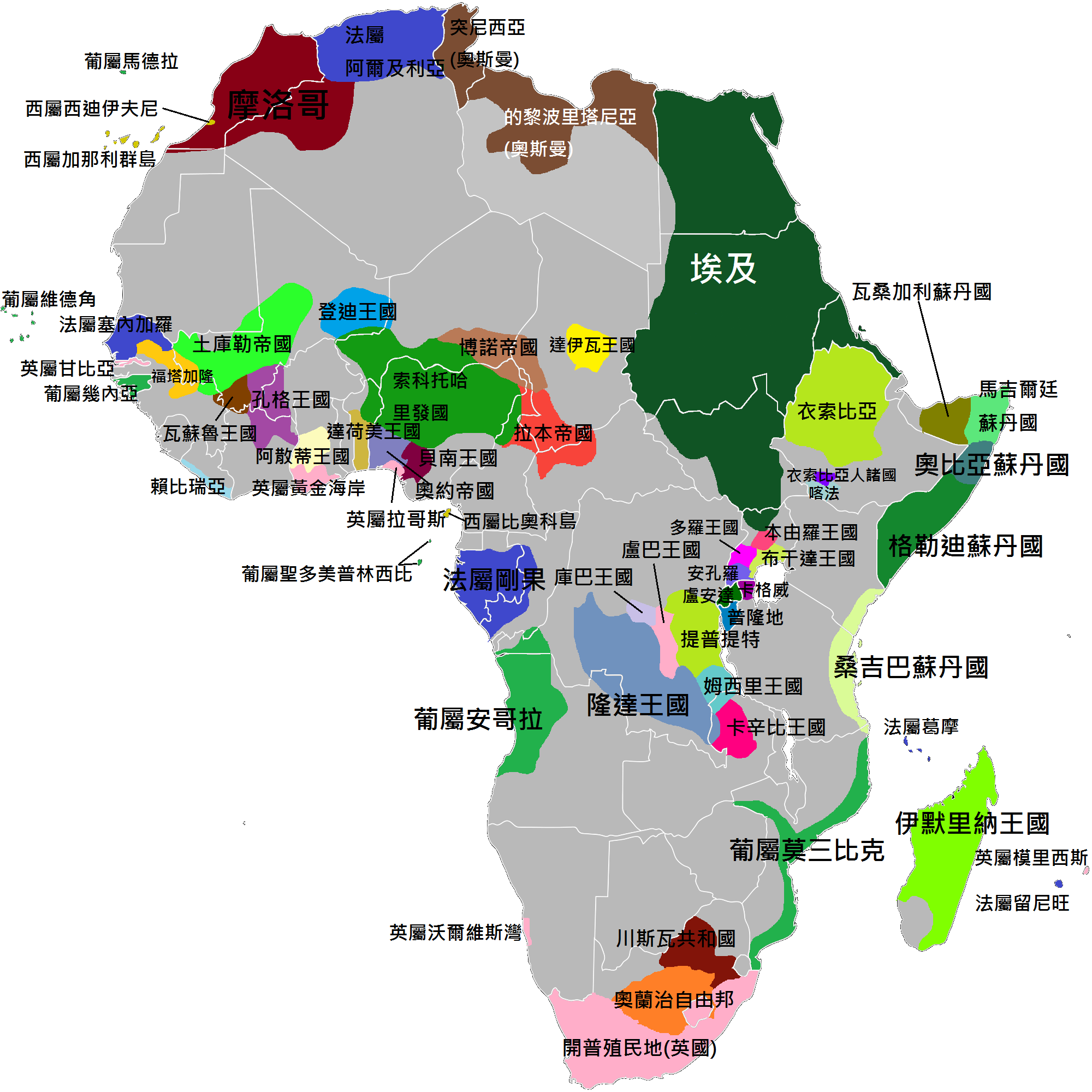
1880年的非洲因地形等因素而大大妨礙民族交流與融合，因而出現許多林立的小國。他們多數十分落後於同時間的歐洲，因此列強便可在短時間內建立廣大的殖民地。

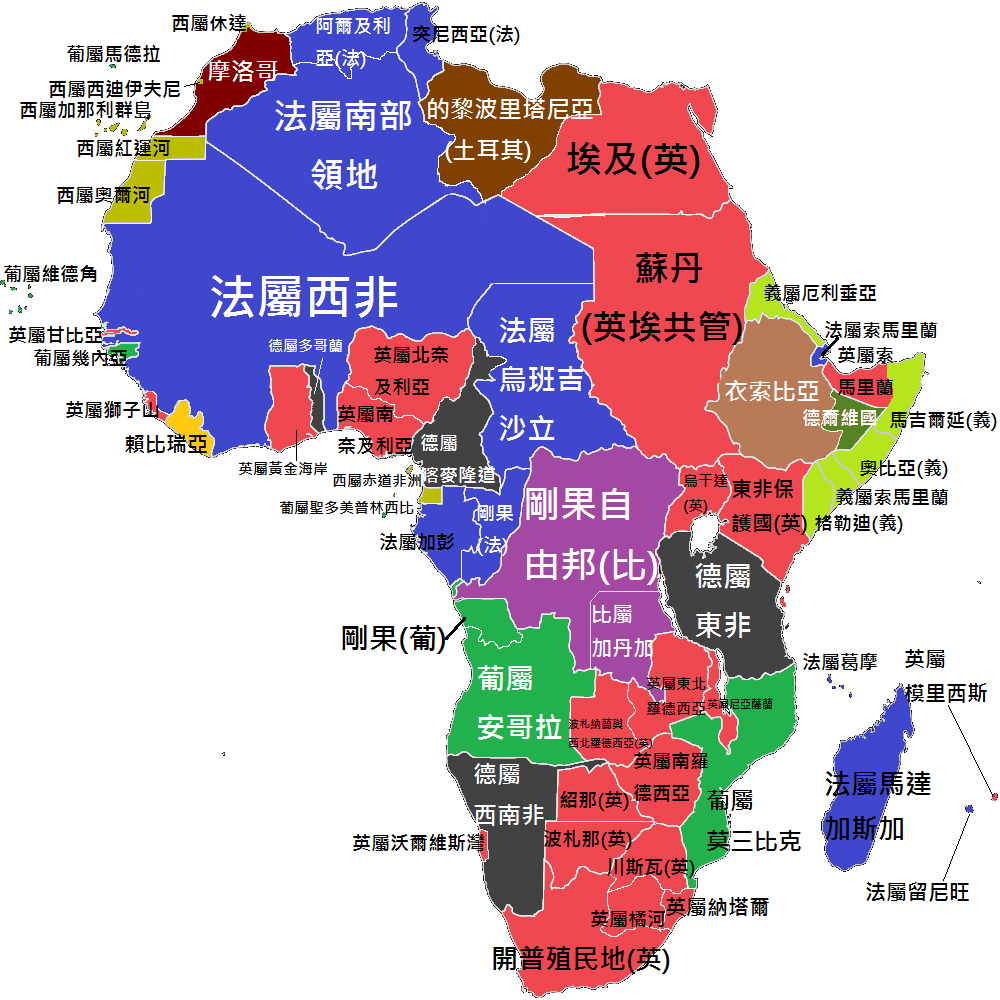
1906年的非洲大部分已遭列強殖民，但部分非洲本土國家仍維持自治，殖民國則以軍隊進駐控制而非直接建立殖民政府統治。當時瓜分非洲尚未完全完成，政局也持續動盪，且有許多列強之間或與土著的爭端。

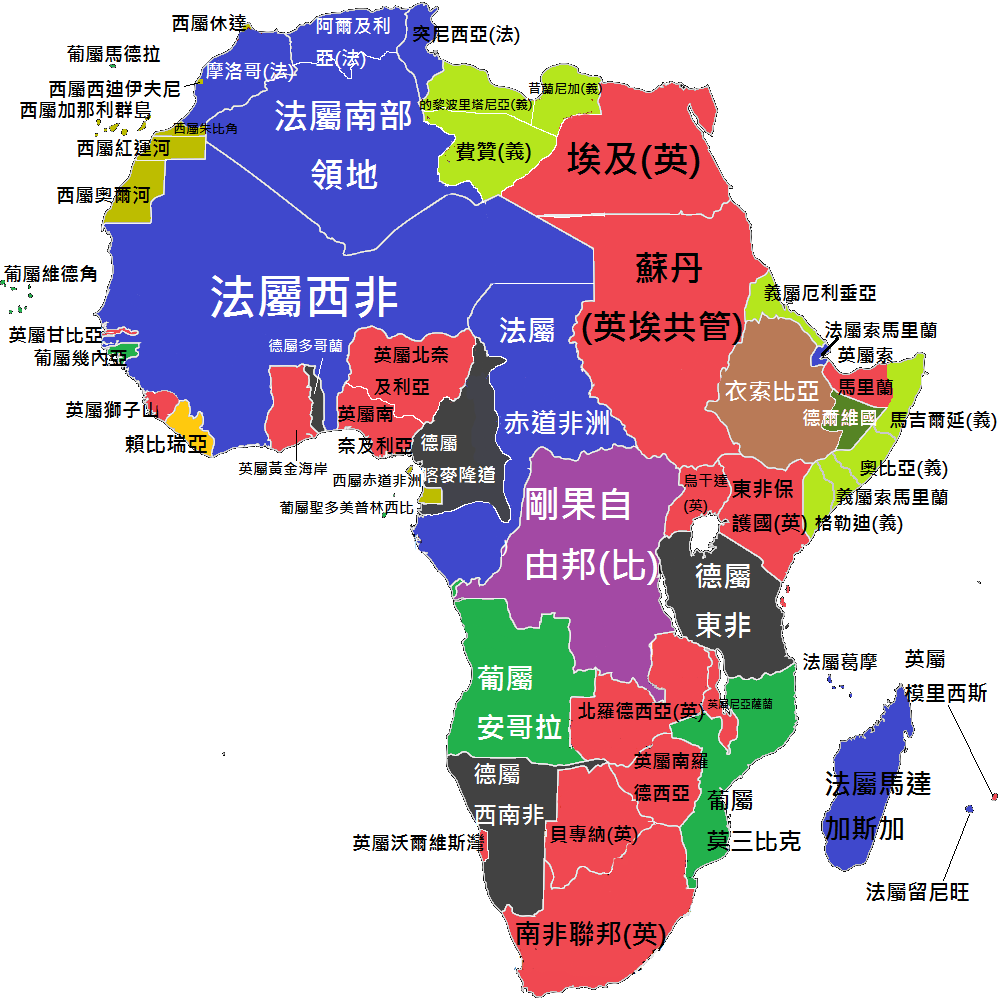
1913年的非洲基本已瓜分完畢，在經歷兩次摩洛哥危機與土義戰爭等等衝突後雖然表面上已經解決，但卻為第一次世界大戰埋下爭端。

其中，德國、比利時和英國擁有人口稠密的地區，法國面積最廣且控制了地中海沿岸。

### 比利時
- 剛果自由邦和比屬剛果
- 盧旺達-烏隆地

### 法蘭西
- 法屬西非：
  - 毛里塔尼亞
  - 塞內加爾
  - 阿爾布雷達
  - 法屬蘇丹
  - 幾內亞
  - 象牙海岸
  - 尼日爾
  - 上沃爾特（今布基納法索）
  - 法屬達荷美（現貝寧）
  - 多哥
  - 尼日利亞
- 法屬赤道非洲：
  - 加蓬
  - 喀麥隆
  - 法屬剛果
  - 烏班吉-沙裡
  - 乍得
- 法屬北非  ：
  - 法屬阿爾及利亞
  - 法屬突尼斯
  - 法屬摩洛哥
  - 費贊
  - 埃及
- 法屬東非  ：
  - 法屬馬達加斯加
  - 科摩羅
  - 法屬印度洋諸島
  - 吉布提
  - 毛里求斯

### 德意志
- 德屬喀麥隆
- 德屬東非
- 德屬西南非

### 義大利
- 義屬利比亞
- 義屬東非

### 葡萄牙
- 葡屬安哥拉
- 葡屬莫三比克
- 葡屬聖多美和普林西比
- 葡屬几內亚
- 葡屬佛得角

### 西班牙
- 西屬西撒哈拉
- 西屬幾內亞

### 英國
- 英屬埃及
- 英屬蘇丹
- 英屬索馬里蘭
- 英屬東非：
  - 肯亞
  - 烏干達
  - 坦桑尼亞
- 英屬南非
- 英屬奈及利亞
- 英屬黃金海岸

## 影響
歐洲列強以自身實力劃割各國邊界，甚至隨意將用尺在地圖上畫一個直線也能成為邊界，分割了非洲原始族群，例如：索馬里人被英國、法國和義大利分割；西非的曼丁哥人四分五裂；隆達王國被分為比屬剛果、安哥拉和北羅得西亞。這樣的行為嚴重破壞了非洲國家正常發展的過程，對現今的非洲國家帶來了許多民族，邊界等等的糾紛，殖民者對非洲人的壓迫和帶來疾病造成非洲土著大量死亡。瓜分非洲也為第一次世界大戰拉開了序幕，戰後殖民各國又開始了新的瓜分，為非洲帶來了嚴重的災難。
对于非洲国家而言，唯一保持了独立的埃塞俄比亚则因此原因，以及皇帝海尔·塞拉西一世于二战期间抗击意大利入侵时的突出表现，在二战之后于非洲去殖民化浪潮中获得了崇高地位。非洲联盟的总部即设立于埃塞俄比亚首都亚的斯亚贝巴，而传统上被统治埃塞俄比亚的所罗门王朝所使用的红、黄、绿三色旗帜则成为了所谓的“泛非颜色”，为众多新独立的非洲国家设计国旗用色时的重要参考。

## 结束
欧洲列强瓜分整并殖民统治整个非洲大陆的情况一直持续到了1940年代。第二次世界大战在1945年结束后，意大利失去了在非洲的所有殖民地，但英法等欧洲列强依旧维持着在非洲的殖民地。但随着印度在1947年成功结束英国殖民统治并获得独立，去殖民化浪潮也开始席卷全球。位于北非的阿尔及利亚在1954年爆发了反抗法国殖民统治的独立战争，且阿尔及利亚独立战争直接导致法兰西第四共和国在1958年垮台。而英国在纳赛尔试图国有化苏伊士运河后联合法国和以色列占领了苏伊士运河和西奈半岛，但最后在美国和苏联的强大压力下被迫撤军，英国和法国也丧失了对苏伊士运河的控制权。英国在撒哈拉以南非洲的殖民统治在1957年开始解体，当年加纳成功摆脱了英国殖民统治，随后尼日利亚、肯尼亚等英属殖民地也分别在1960年代取得独立。法属西非则在1958年戴高乐第二次上台后被允许通过公投获得独立，阿尔及利亚也在经历了8年的独立战争后于1962年摆脱了法国的殖民统治。但是西班牙和葡萄牙的军政府则拒绝殖民地的独立请求，两国在非洲的殖民统治一直持续到了1974年康乃馨革命爆发和1975年佛朗哥去世为止。而在南部非洲，虽然南非和南罗得西亚逐渐摆脱了英国的统治，但当地随即转入白人政权的种族主义统治。南罗得西亚境内的黑人游击队与白人政权爆发内战，战争一直持续到双方于1979年达成协议为止。南非的情况则与罗得西亚不同，南非内部虽然也长期存在黑人的反抗势力，但南非内部并未像罗得西亚一样爆发内战，最后南非白人政权于1991年结束了种族隔离政策，并在1994年大选后实现了政权的和平转移。